# Lockheed Martin F-16 Fighting Falcon
El F-16 Fighting Falcon és un avió de caça polivalent monomotor de la companyia estatunidenca General Dynamics per a la Força Aèria dels Estats Units. Va ser desenvolupat en la dècada de 1970 i va entrar en servei l'any 1978. Encara que originalment va ser dissenyat com a avió de caça lleuger d'acord amb les regles de vol visual diürnes, va evolucionar fins a convertir-se en un destacat caça polivalent. L'any 1993 el Fighting Falcon va canviar de fabricant, ja que General Dynamics va vendre la seva empresa de producció d'aeronaus a la companyia Lockheed. La qual esdevindria Lockheed Martin després de la seva fusió l'any 1995 amb Martin Marietta. L'avió també ha estat construït sota llicència en altres països com a Bèlgica, els Països Baixos, Turquia i Corea del Sud.

## Característiques generals
El F-16 és un avió especialitzat en el combat proper que va introduir nombroses innovacions, entre les quals s'inclouen una cabina tipus bombolla sense armadura per a una millor visibilitat, la palanca de control lateral per a un millor control amb força G elevada, i el seient reclinat per reduir l'efecte de les forces G en el pilot. Es tracta del primer avió de combat dissenyat per suportar girs de 9 G. La seva elevada relació potència/pes li proporciona prou força per, si cal, ascendir i accelerar verticalment. Per dur a terme les seves missions disposa d'un canó automàtic intern M61 Vulcan i fins a 11 suports externs per muntar diversos tipus de míssils, bombes, tancs de combustible suplementaris i pods (contenidors d'aviònica, contramesures, etc.).

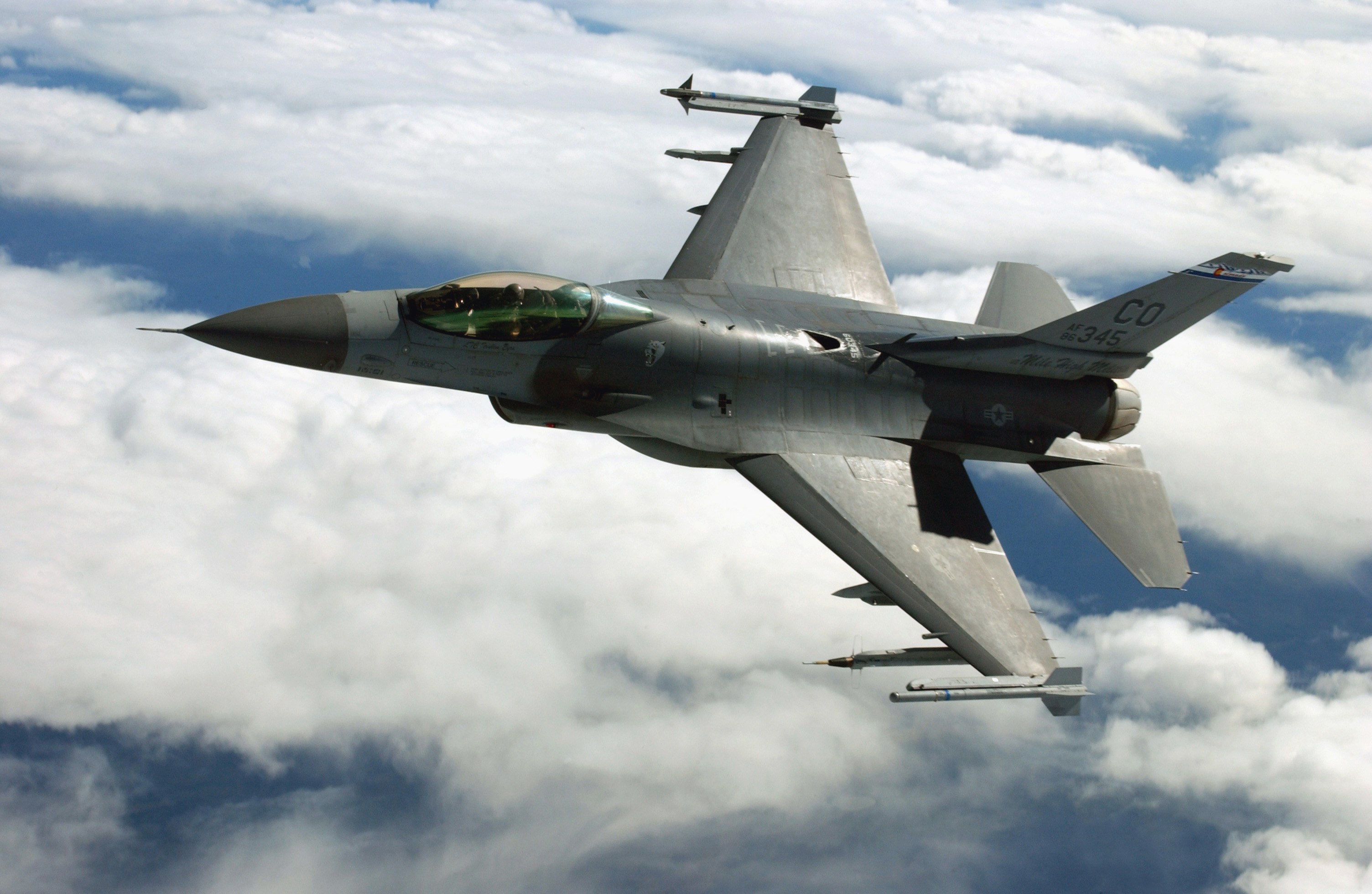
Un F-16C Fighting Falcon de la Força Aèria dels Estats Units.

El F-16 ha aconseguit un gran èxit al mercat d'exportació, havent estat seleccionat per les forces aèries de vint-i-cinc països, esdevenint el programa més gran d'aviació de combat de reacció d'occident, amb més de 4.400 avions construïts des de l'inici de la producció l'any 1976. S'ha utilitzat en nombrosos conflictes armats, sobretot a la zona dels Balcans i a l'Orient Mitjà. Aquesta aeronau també es pot veure en dos grups d'acrobàcia aèria: el Thunderbirds dels Estats Units, des del 1983, i el Black Knights de Singapur, des del 2000.
Tot i que el nom oficial del F-16 és Fighting Falcon (que en anglès significa «falcó lluitador» o «falcó de baralla»), també és molt conegut pel sobrenom "Viper" (escurçó).
Està previst que el F-16 romangui en servei amb la Força Aèria dels Estats Units fins a l'any 2025. L'avió que el substituirà és el Lockheed Martin F-35 Lightning II, l'entrada en servei del qual està prevista per a l'any 2011, que l'anirà reemplaçant gradualment.

## Desenvolupament

### Origen
Amb l'experiència dels combats aeris de la Guerra de Vietnam els militars dels Estats Units van descobrir diversos desavantatges en les capacitats dels caces que havien desplegat, com l'F-4 Phantom II. La deficiència principal era que ni els avions ni l'entrenament dels seus pilots estaven preparats pel combat proper. Aquesta necessitat de nous caces de superioritat aèria va portar a la Força Aèria dels Estats Units (USAF) a iniciar el 1965 dos projectes per desenvolupar nous avions d'altes prestacions: 
- El programa FX (Fighter Experimental: Caça Experimental) que buscava un disseny bimotor de l'ordre de 20 tones de pes, amb ala de geometria variable, aviònica avançada i míssils de llarg abast.
- El programa ADF (Advanced Day Fighter: Caça Diürn Avançat) amb expectatives de dissenyar un caça lleuger d'unes 11 tones que pogués superar en un 25% les prestacions del MiG-21 soviètic.

Tot i aquesta planificació inicial el juliol de 1967 va aparèixer el MiG-25, un model soviètic molt superior i amb capacitat per aconseguir velocitats properes a Mach 3. Davant d'aquest fet el Departament de Defensa dels Estats Units va donar prioritat al programa FX, que va portar a l'F-15 Eagle, i el programa ADF va ser ajornat.

### Programa LWF
Un grup informal però influent anomenat Fighter Mafia, liderat per l'analista de sistemes Pierre Sprey, el pilot de proves Charles I. Meyers i el pilot de caça Adolfo Giampaoli, considerava que el programa de l'F-15 anava per mal camí, ja que seguia sent un avió de grans dimensions, no especialment capacitat per al combat de curt abast. A més, creia que el que calia per a la Força Aèria era un nou avió de combat lleuger, barat i amb bona maniobrabilitat, mentre que la USAF insistia que la prioritat era l'F-15. No obstant això, el suport a la Fighter Mafia va anar augmentant al Congrés dels Estats Units i a la Secretaria de Defensa. Així, el 16 de gener de 1971 el sotssecretari de Defensa David A. Packard va anunciar el programa LWF (Lightweight Fighter: Caça Lleuger) per avaluar les possibilitats de tal concepte de disseny.
El programa LWF buscava un avió d'un pes màxim de 9.000 kg, amb costos baixos i altes prestacions per sota de Mach 1,6 gràcies a una bona relació empenyiment/pes. En principi el projecte tan sols pretenia avaluar fins a quin grau es podria desenvolupar un caça petit i barat, però ràpidament es va veure el seu potencial per a l'exportació per a reemplaçar l'F-104 Starfighter. Packard va advocar pel model de competició entre diferents companyies. S'acabarien triant dos dissenys per fer-ne els prototips i després d'una avaluació extensiva es triaria el vencedor. Els fabricants Boeing, General Dynamics, Ling-Temco-Vought i Rockwell van proposar avions monomotors, mentre que Northrop va presentar un disseny bimotor. Tot i que les propostes de Boeing i General Dynamics eren les millors, els dos avions triats per a la competició van ser els de General Dynamics i el de Northrop, ja que els països interessats en la compra d'aquest nou avió buscàven un bimotor arran dels nombrosos accidents que havia patit el monomotor F-104.

### Prototips

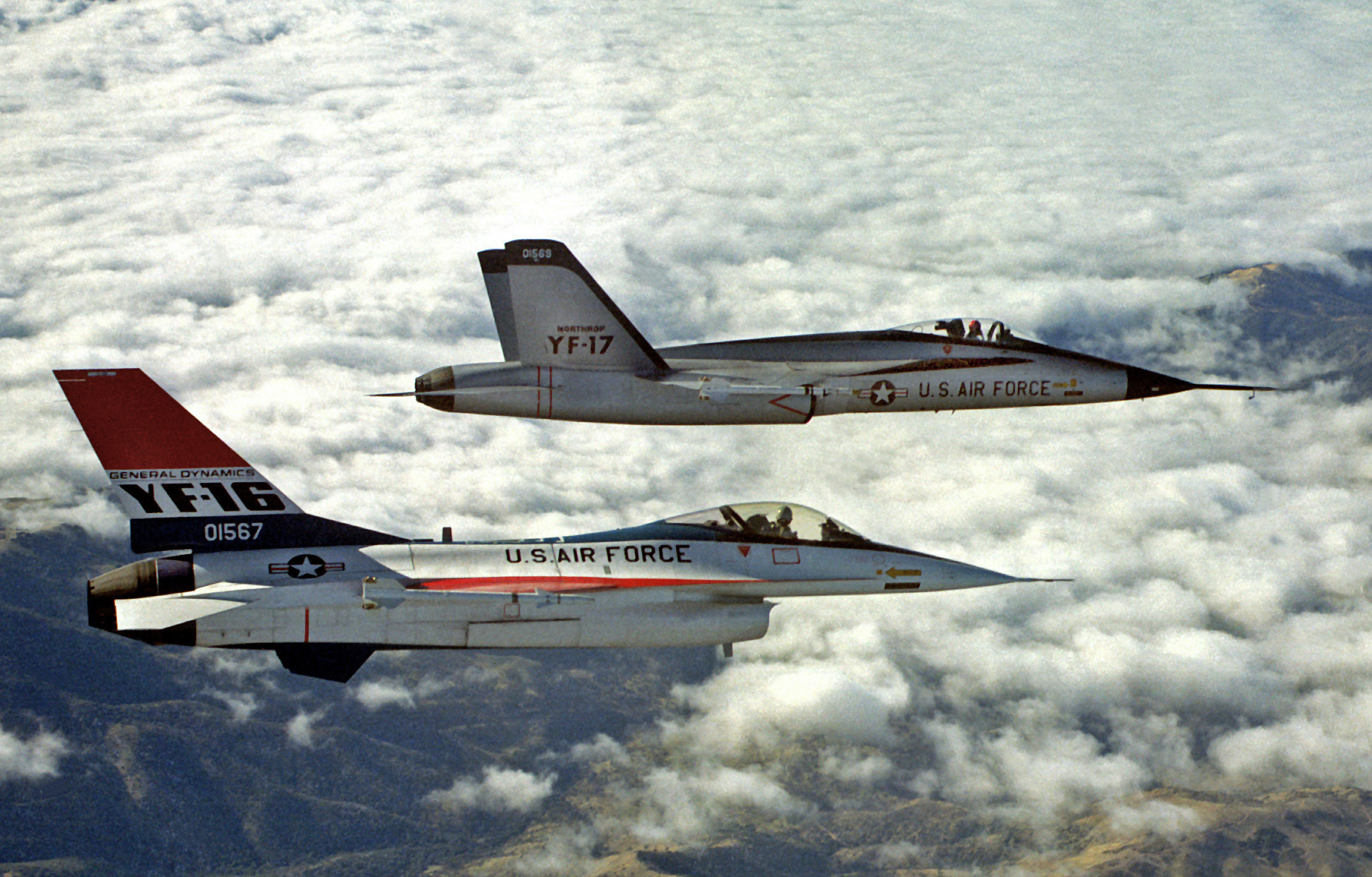
Els prototips General Dynamics YF-16 i Northrop YF-17 volant junts.

El 13 d'abril de 1972 van ser triats els models General Dynamics 401 i Northrop P.530, reanomenant-los YF-16 i YF-17 respectivament. Mentre que l'YF-17 era un avió relativament convencional, l'YF-16 era un disseny totalment nou, que incloïa nombroses innovacions tecnològiques, tals com control per senyals elèctrics, inestabilitat de vol (per ser més maniobrable) i cabina de vol avançada.
El primer vol del prototip YF-16 fou a la Base de la Força Aèria Edwards (Califòrnia) el 21 de gener de 1974. Tot i això no era un vol previst, ja que es tractava d'una prova de rodatge en pista a alta velocitat. Però a 222 km/h l'avió va començar a oscil·lar violentament i el pilot de proves Phil Oestricher va decidir elevar-se per evitar sortir-se de la pista. El primer vol planificat va ocórrer el 2 de febrer d'aquest mateix any, en el qual l'avió va aconseguir ascendir fins als 9.000 m i va accelerar fins a velocitats de més de 600 km/h. El segon prototip va volar el 9 de març de 1974.
Seguia existint rebuig al programa LWF en el si de la Força Aèria, doncs es veia com una amenaça a l'F-15. El programa va ser reanomenat ACF (Air Combat Fighter, Avió de Combat Aeri) l'abril de 1974 per rebaixar l'oposició. Mentre, quatre països de l'OTAN (Bèlgica, Dinamarca, Països Baixos i Noruega) estaven interessats a buscar un avió que reemplacés als seus F-104. Entre les opcions estudiades es trobaven el Mirage F1, el Saab Viggen i els dos ACF. El guanyador del programa ACF seria probablement el triat, però els quatre països volien saber si la USAF també adquiriria el nou model. L'octubre de 1974 el Secretari de Defensa James R. Schlesinger va anunciar la intenció per part de la Força Aèria de comprar 600 unitats, amb la possibilitat d'ampliar-la a 1.400 o més.
El 13 de gener de 1975 l'YF-16 va ser triat vencedor de l'ACF per ser més maniobrable, més barat i tenir major abast. Una altra raó esgrimida per la USAF era que l'YF-16 usava el motor Pratt & Whitney F100, el mateix que l'F-15. També va haver-hi raons polítiques, ja que, amb el final del General Dynamics F-111, el futur de General Dynamics estava en dubte.

### Evolució
Després de ser seleccionat, el disseny de l'YF-16 va ser millorat fins a arribar al model de producció anomenat F-16. El fuselatge es va allargar 26,9 cm, el radom del morro va ser canviat per un més gran per albergar el radar AN/APG-66, l'àrea alar va ser incrementada de 26 a 28 m², l'altura del timó de cua va ser reduïda significativament, les aletes ventrals van ser allargades, se li van afegir dos compartiments de reserva més, i la porta de dues fulles original per a la roda davantera va ser reemplaçada per una única porta de batent lateral. Aquestes modificacions van fer que el pes de l'F-16 s'incrementés prop d'un 25% respecte als prototips YF-16.
Un altre canvi necessari, que originalment havia estat passat per alt, va ser provocat per la necessitat de més control de caboteig per evitar condicions d'entrada en pèrdua a grans angles d'atac. Les proves sobre models de l'YF-16 dutes a terme pel Langley Research Center havien trobat el possible problema, però cap altre laboratori havia estat capaç de reproduir-ho. Les proves de vol de l'YF-16 no havien estat prou exhaustives per a resoldre la qüestió, però les pertinents proves de vol amb els avions de pre-producció FSD van demostrar que era una autèntica preocupació. Com a resultat, es va incrementar l'àrea dels estabilitzadors horitzontals un 25%; aquesta «cua gran» va ser introduïda en el Bloc 15 el 1981 i posteriorment aplicada als avions que ja havien estat produïts prèviament. A més de reduir significativament (encara que no eliminant) el risc d'entrada en pèrdua, els estabilitzadors més grans també milloren l'estabilitat i permeten una rotació d'enlairament més ràpida.
En els anys 1980 es va dur a terme el programa MSIP (Multinational Staged Improvement Program) per desenvolupar noves capacitats per a l'F-16, mitigar riscos durant actualitzacions de tecnologia, i assegurar la seva validesa en un entorn d'amenaces canviants. El programa va modernitzar l'F-16 en tres etapes. En general, el procés MSIP va permetre una ràpida introducció de noves capacitats, a baix cost, i amb riscos reduïts en comparació amb els programes de modernització i millores de sistemes tradicionals. L'F-16 va ser objecte d'altres programes de millora i programes d'extensió de vida de servei en la primera dècada del 2000.

### Producció
| Fabricant original            | Fabricant original | Fabricant original |
| ----------------------------- | ------------------ | ------------------ |
|                               | General Dynamics   | 1975 - 1993        |
| Lockheed                      | 1993 - 1995        |                    |
| Lockheed Martin               | 1995 - act.        |                    |
| Grup de Participació Europea  |                    |                    |
| Fokker (2ª línia de muntatge) |                    |                    |
| SABCA (3ª línia de muntatge)  |                    |                    |
| Kongsberg (parts)             |                    |                    |
| Terma A/S (parts)             |                    |                    |
| Altres sota llicència         |                    |                    |
| TAI (4ª línia de muntatge)    |                    |                    |
| KAI (5ª línia de muntatge)    |                    |                    |

La fabricació dels avions de pre-producció F-16 FSD es va engegar en la planta de Fort Worth de General Dynamics a Texas, a finals de 1975. El primer exemplar, un monoplaça F-16A, va sortir de la fàbrica el 20 d'octubre de 1976 i va realitzar el seu primer vol el 8 de desembre d'aquest any. El primer model biplaça va dur a terme el seu primer vol el 8 d'agost de 1977. El model estàndard de producció inicial va volar per primera vegada el 7 d'agost de 1978 i el seu lliurament va ser acceptat per la Força Aèria dels Estats Units el 6 de gener de 1979. L'F-16 va rebre el 21 de juliol de 1980 el seu sobrenom formal de "Fighting Falcon", i va entrar en servei operacional en la USAF amb la 388a Ala de Caces Tàctics en la Base de la Força Aèria Hill l'1 d'octubre de 1980.
El 7 de juny de 1975, durant la celebració del Festival Aeri de París, els quatre socis europeus, ara coneguts com el Grup de Participació Europea, es van inscriure per a l'adquisició de 348 avions de combat. Aquests van ser repartits entre les Forces Aèries de Participació Europea o EPAF (de l'anglès European Participation Air Forces) en 116 per a Bèlgica, 58 per a Dinamarca, 102 per als Països Baixos, i 72 per a Noruega. Es fabricarien en dues línies de producció europees: una en les instal·lacions Schiphol-Oost de Fokker als Països Baixos, i l'altra en la planta Gossellies de SABCA a Bèlgica. La producció seria dividida en 184 i 164 unitats respectivament. La companyia noruega Kongsberg Vaapenfabrikk i la danesa Terma A/S també van fabricar parts i van realitzar submuntants per als aparells de les EPAF. La coproducció europea va ser empresa oficialment l'1 de juliol de 1977 a la fàbrica de Fokker. A mitjan novembre de 1977, es van començar a enviar a Fort Worth components produïts per Fokker per muntar fuselatges, els quals eren retornats una altra vegada a Europa (aquest procés amb SABCA va començar al gener 1978); el muntatge final d'avions de les EPAF va començar a la planta belga el 15 de febrer de 1978, iniciant-se els lliuraments a la Força Aèria Belga el mes de gener de 1979. La línia neerlandesa es va engegar a l'abril de 1978 i va lliurar el seu primer aparell a la Reial Força Aèria dels Països Baixos al juny de 1979. En 1980 va ser lliurat el primer caça a la Reial Força Aèria Noruega per part de SABCA, i a la Reial Força Aèria Danesa per part de Fokker. Aquests països del grup de participació europea van augmentar posteriorment les seves flotes d'avions F-16.
Des de llavors s'ha establert una línia de producció més a Ankara (Turquia) on, des de finals dels anys 1980 i durant els anys 1990, Turkish Aerospace Industries (TAI) ha produït sota llicència 232 F-16 Bloc 30/40/50 per la Força Aèria Turca, i estan en marxa 30 unitats del Bloc 50 Advanced per a l'any 2010. TAI també va fabricar 46 aparells del Bloc 40 per a Egipte a mitjans dels 90. La companyia aeroespacial coreana Korean Aerospace Industries (KAI) va obrir una altra línia de producció per al programa KF-16 de la Força Aèria de la República de Corea, produint 140 avions Bloc 52 des dels 90 fins a mitjans de la primera dècada del 2000. Si Índia selecciona el nou F-16IN per obtenir el seu avió de combat polivalent mitjà al programa MRCA, seria establerta una sisena línia de producció de l'F-16 en aquest país per produir almenys 108 caces.

## Disseny

### Visió general

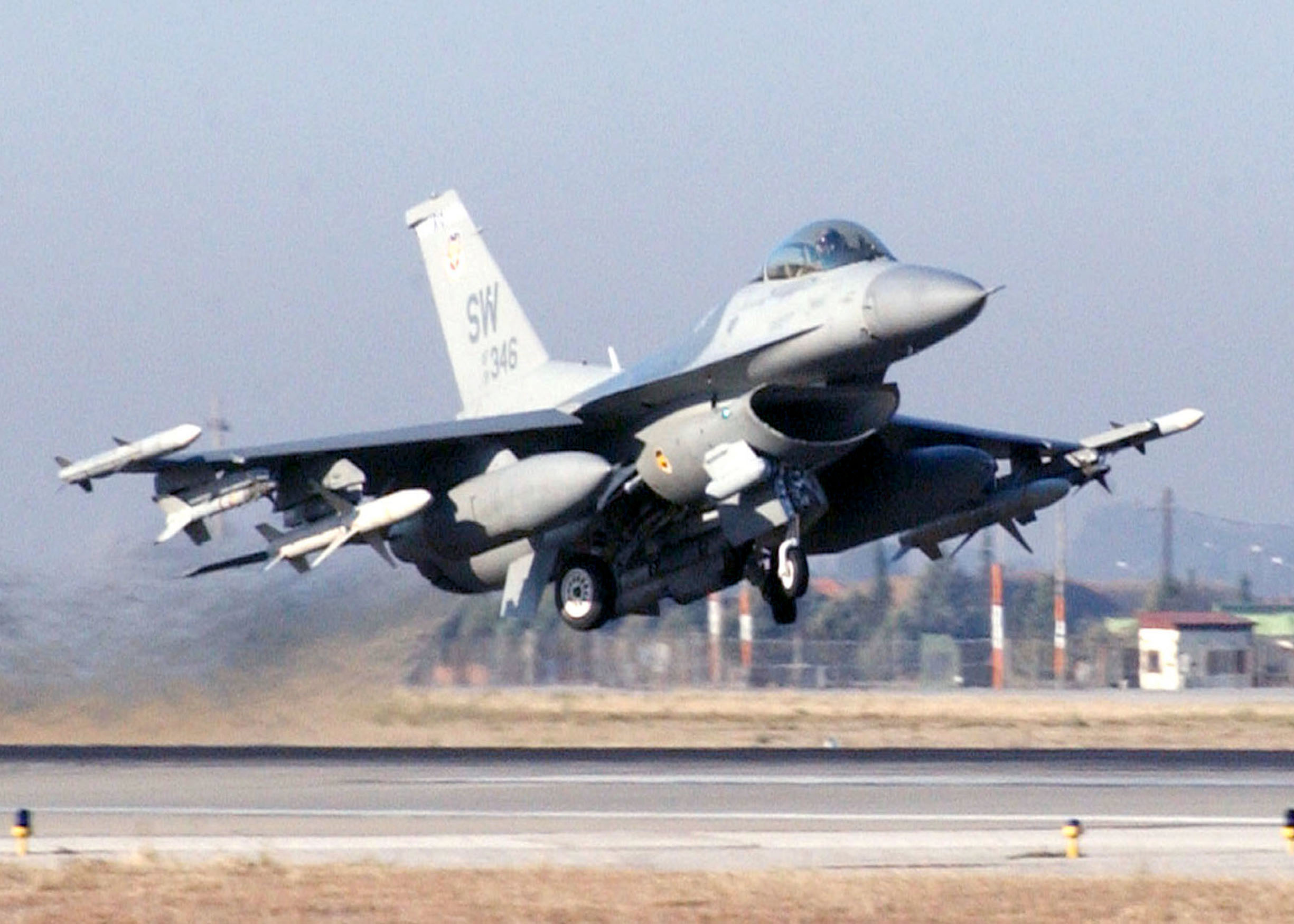
Un F-16CJ (Bloc 50) de la 20ª Ala de Caces de la USAF armat amb míssils aire-aire i míssils antirradiació.

El F-16 és un avió tàctic polivalent, supersònic i monomotor. Va ser dissenyat per ser un "cavall de batalla" amb bona relació cost-rendiment que pogués exercir diversos tipus de missions i mantenir-se preparat constantment. És molt més petit i lleuger que els seus predecessors, però empra aviònica i aerodinàmica avançades, a més sent el primer a emprar un sistema de control de vol estabilitat estàtica relaxada/control per senyals elèctrics, per aconseguir un millor acompliment de maniobres. Summament àgil, el Fighting Falcon pot maniobrar amb forces de fins a 9 G i pot aconseguir una velocitat màxima per sobre de Mach 2.
El F-16 està equipat amb un canó automàtic intern M61 Vulcan de calibre 20 mm instal·lat al fuselatge prop de l'inici de l'ala esquerra. La versió F-16A es distingeix per tenir quatre respiradors darrere de l'orifici per al canó M61, mentre que el subseqüent F-16C només té dos respiradors.
Els primers models podrien armar-se amb fins a sis míssils aire-aire (AAM) de curt abast i guia infraroja AIM-9 Sidewinder, incloent-hi un míssil muntat en un rail llançador dedicat a cada punta alar. Algunes variants també poden emprar l'AAM de llarg abast i guiat per radar AIM-7 Sparrow, i les versions més recents poden ser equipades amb el modern AIM-120 AMRAAM. També pot emprar altres AAM; una àmplia varietat de míssils aire-superfície, coets o bombes; contenidors de contramesures electròniques (ECM), de navegació, de recerca de blancs o contenidors d'armes, i tancs externs de combustible en onze punts d'ancoratge, sis sota les ales, dues en els extrems de les ales, i tres sota el fuselatge.

### Configuració general

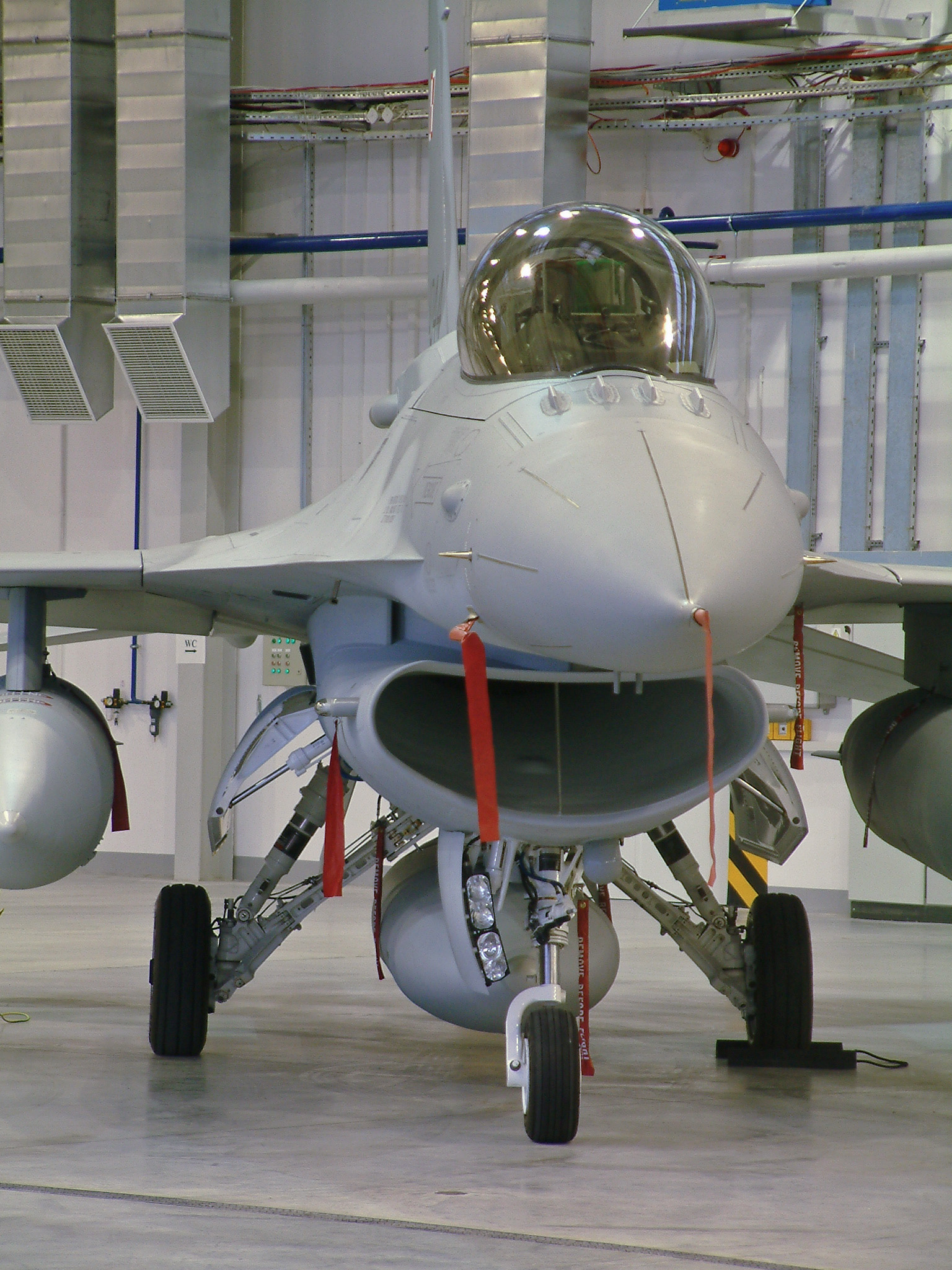
Un F-16C Bloc 52+ de la Força Aèria Polonesa, novembre de 2006.

El disseny del F-16 empra una forma d'ala en delta tallada, incorporant carenat de la unió ala-fuselatge i extensions de la vora d'atac per al control del vòrtex en la part davantera; una presa d'aire ventral de geometria fixa per a l'admissió del motor turboventilador; una disposició de cua de tres plànols convencional amb estabilitzadors horitzontals completament mòbils; una parella de derives ventrals sota el fuselatge just darrere de la vora de sortida de les ales; cabina tipus bombolla d'una sola peça; i un tren d'aterratge en configuració tricicle amb la roda davantera d'adreça retràctil allotjada sota el conducte d'entrada d'aire, i desplegant-se just darrere de la vora d'admissió. Disposa d'un receptacle per a abastiment en vol amb la presa de combustible situada a certa distància darrere de la cabina. Els dos aerofrens d'aleta doble dels quals disposa es troben entre els estabilitzadors horitzontals de cua i la tovera del motor, com a terminació del darrere de les unions entre ales i el fuselatge. Així mateix el ganxo de parada està muntat sota la popa del fuselatge. A la base de l'estabilitzador vertical de cua té una altra crestallera, usada per allotjar diversos elements com a dispositius ECM o paracaigudes de frenada. Alguns models posteriors del F-16, com la variant F-16I del Bloc 50, també posseeixen una engruixada crestallera dorsal que discorre al llarg del «llom» del fuselatge des de la part del darrere de la cabina de vol fins a la crestallera de cua. Aquest espai extra pot ser usat per albergar equipament addicional o combustible.

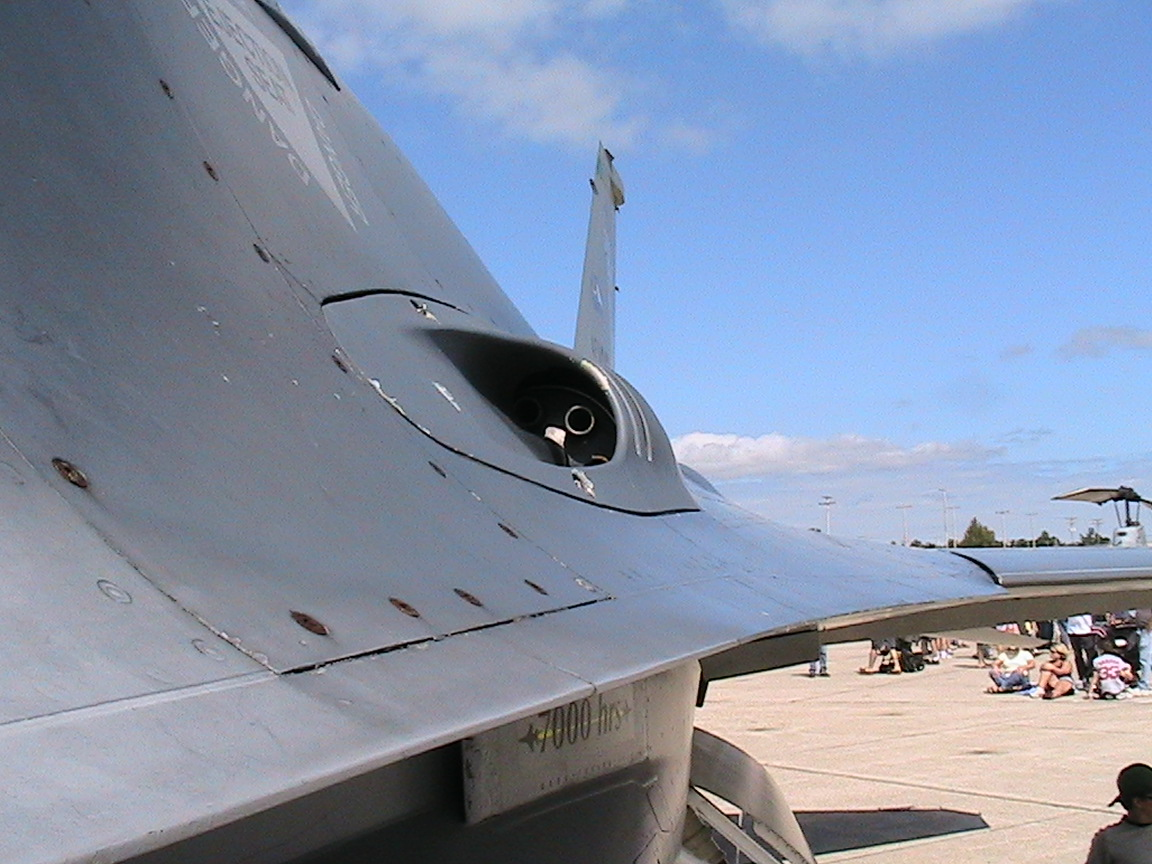
Sortida del canó M61 Vulcan al cantó esquerre d'un F-16.
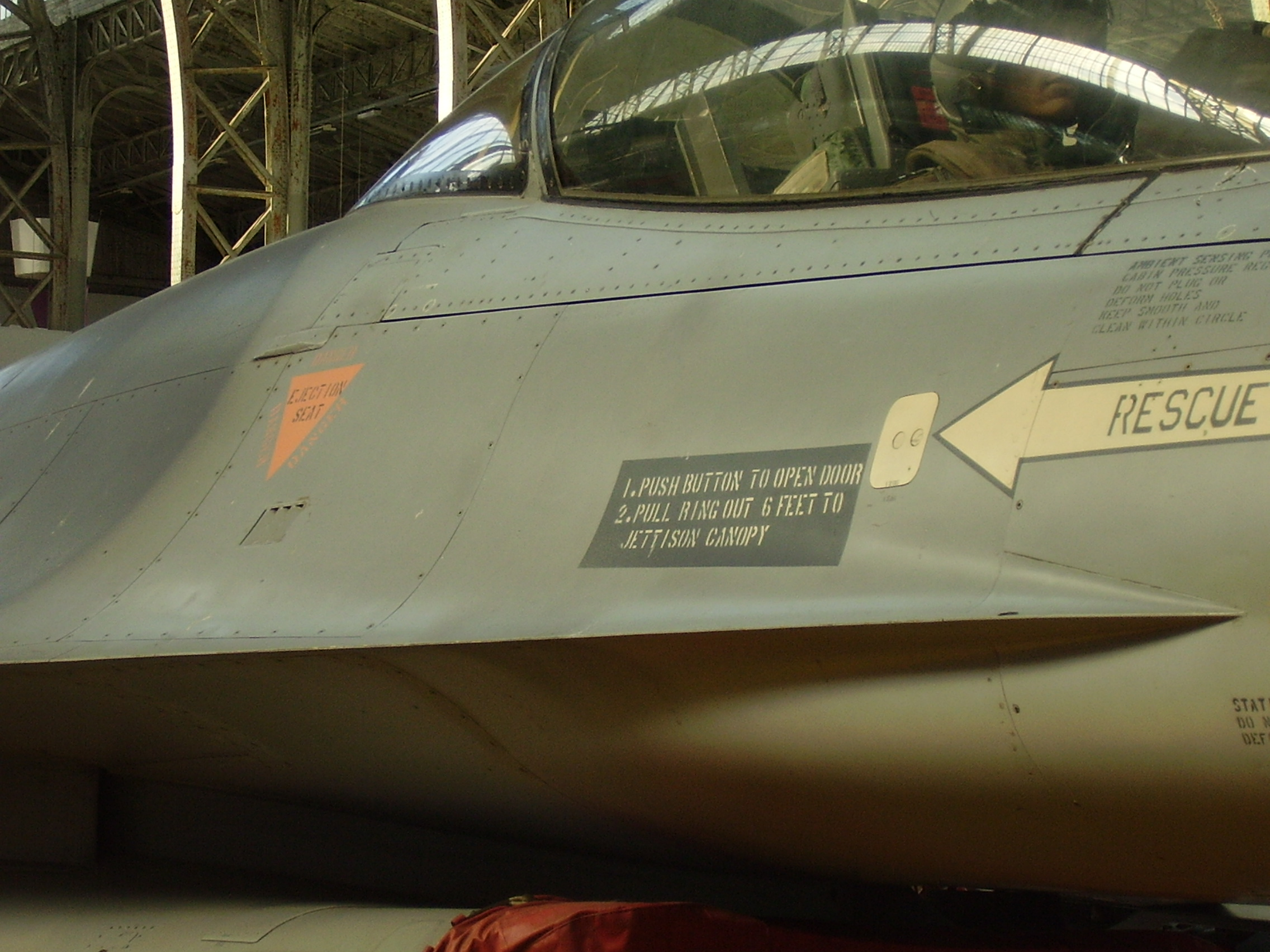
Extensió de la vora d'atac en el costat dret d'un F-16.
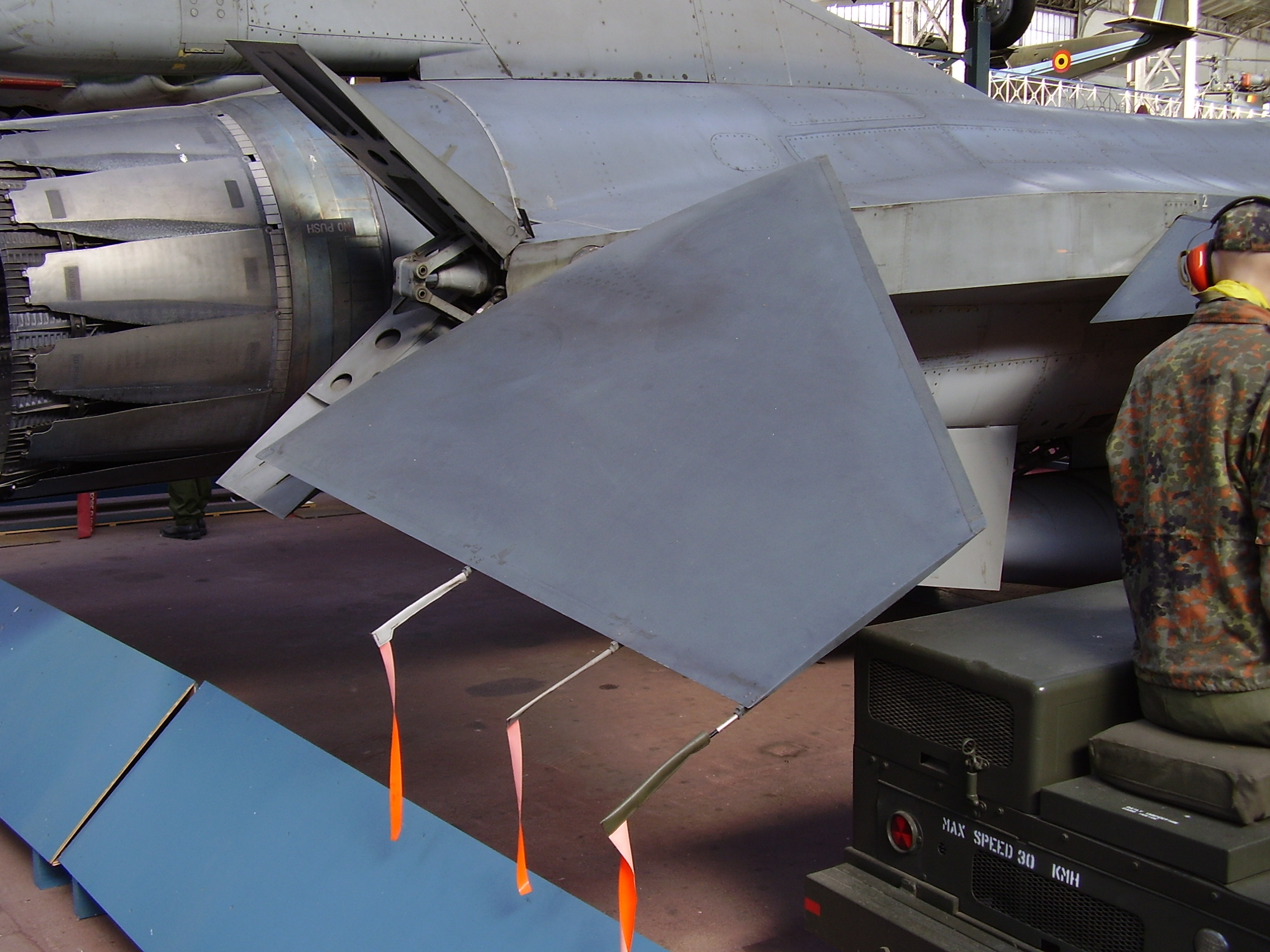
Estabilitzador horitzontal de cua del costat dret en un F-16 belga.
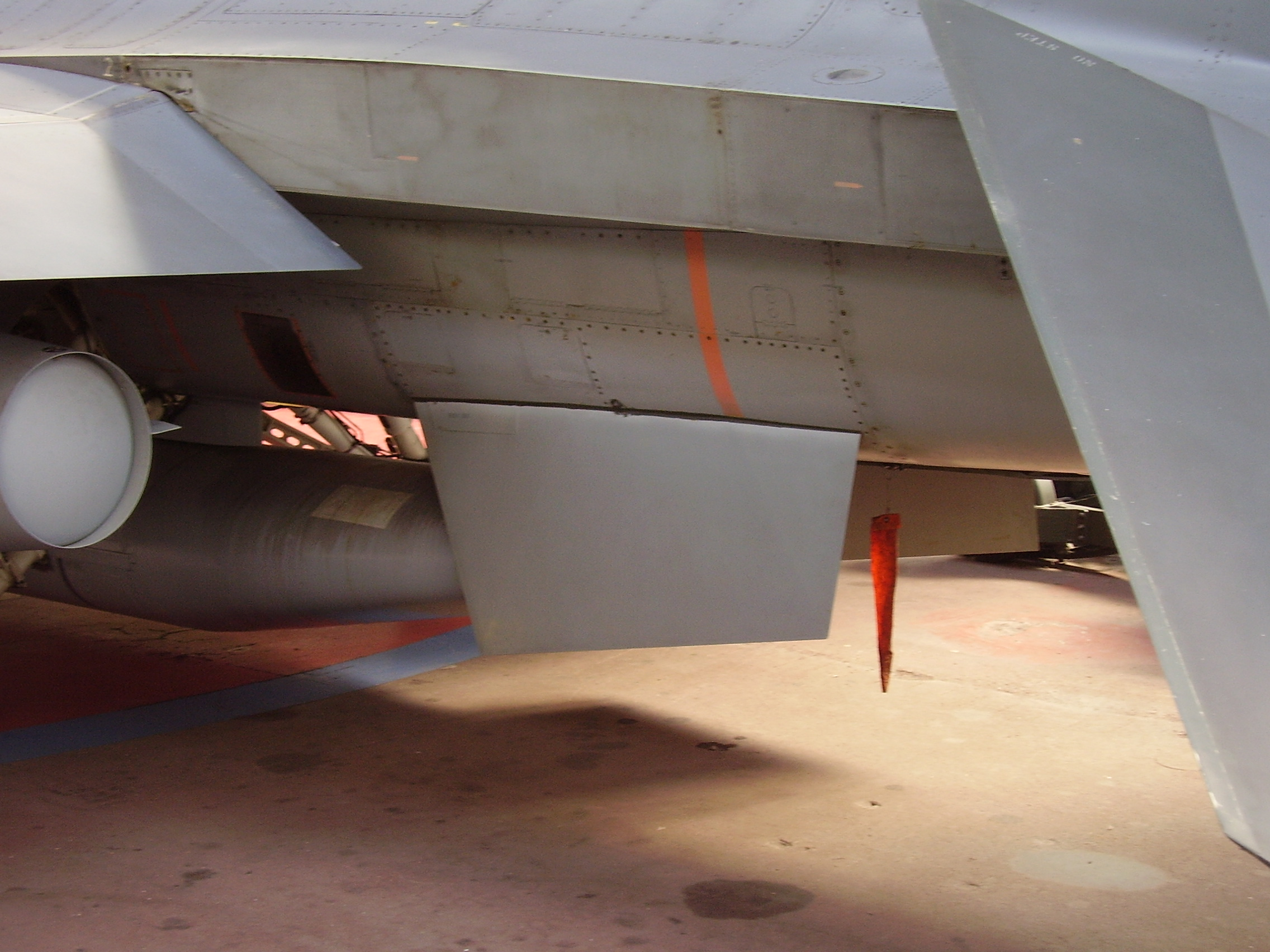
Aletes ventrals d'un F-16.
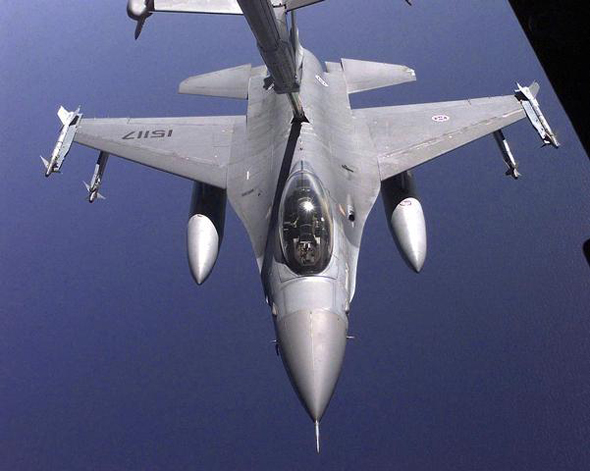
Un F-16A de la Força Aèria Portuguesa en procés d'abastiment en vol per un KC-10 Extender.
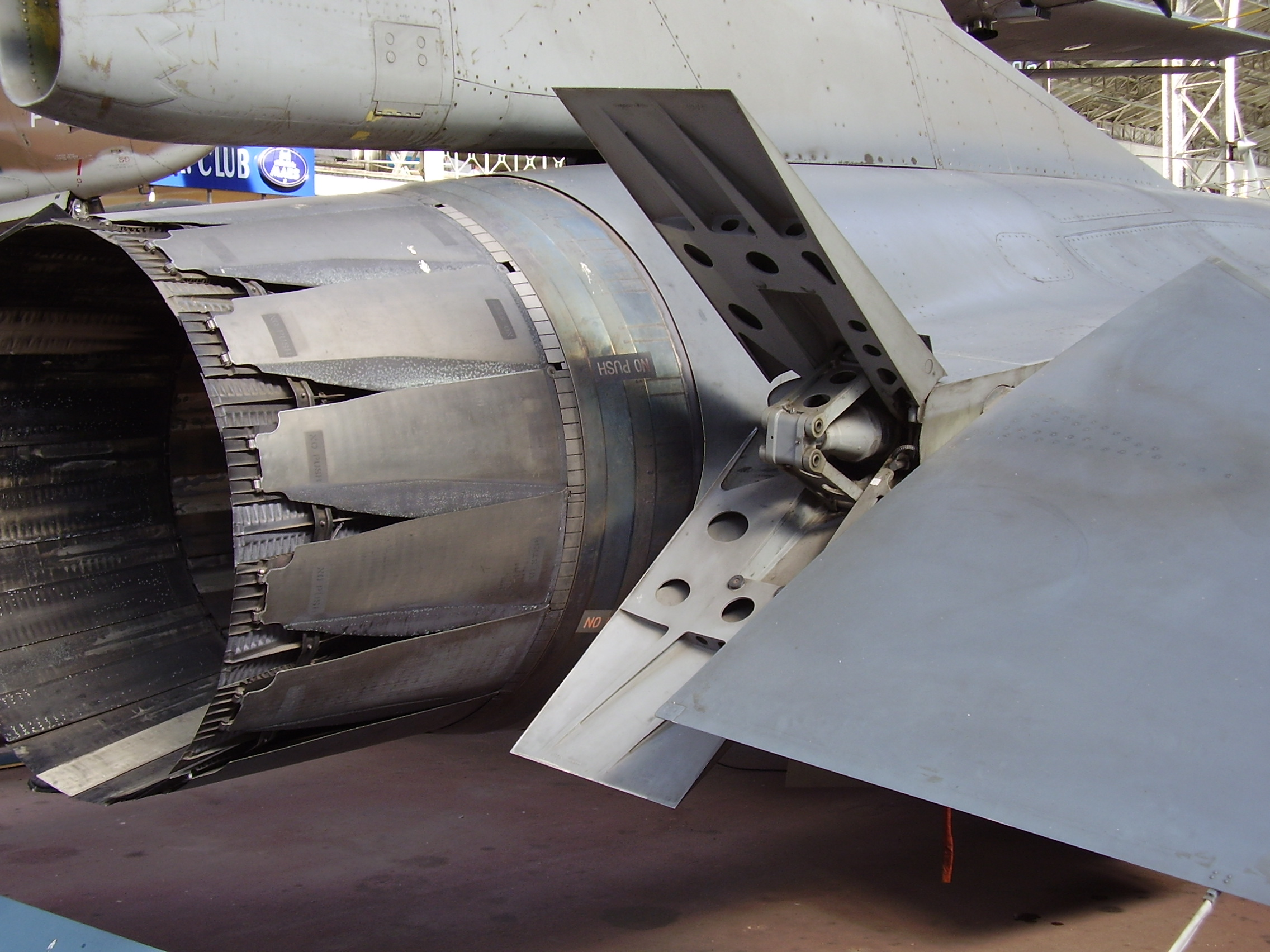
Aerofre d'aleta doble del costat dret en un F-16.
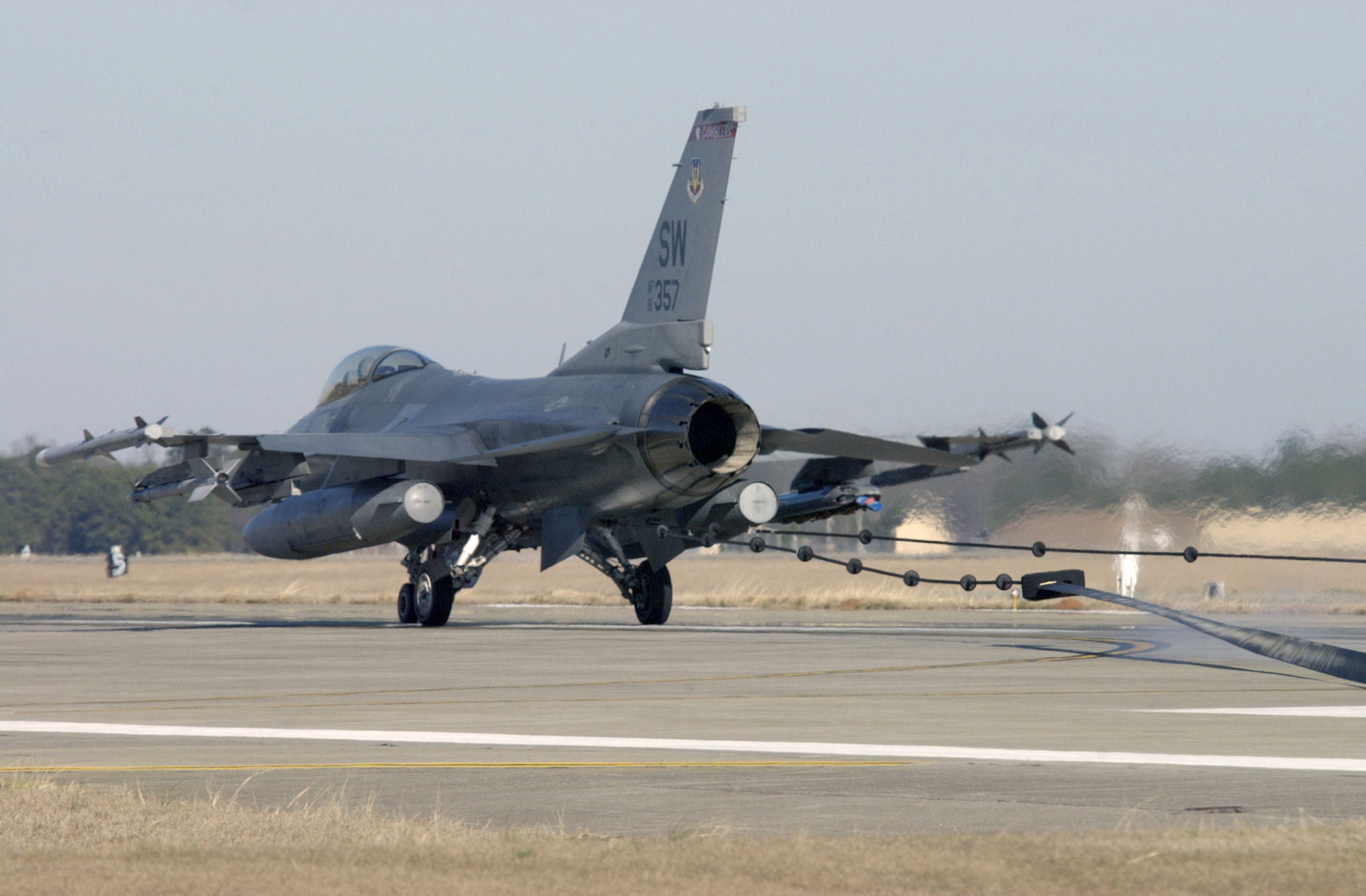
Un F-16 utilitzant el ganxo de parada en la Base de la Força Aèria Shaw, Carolina del Sud, 2004.
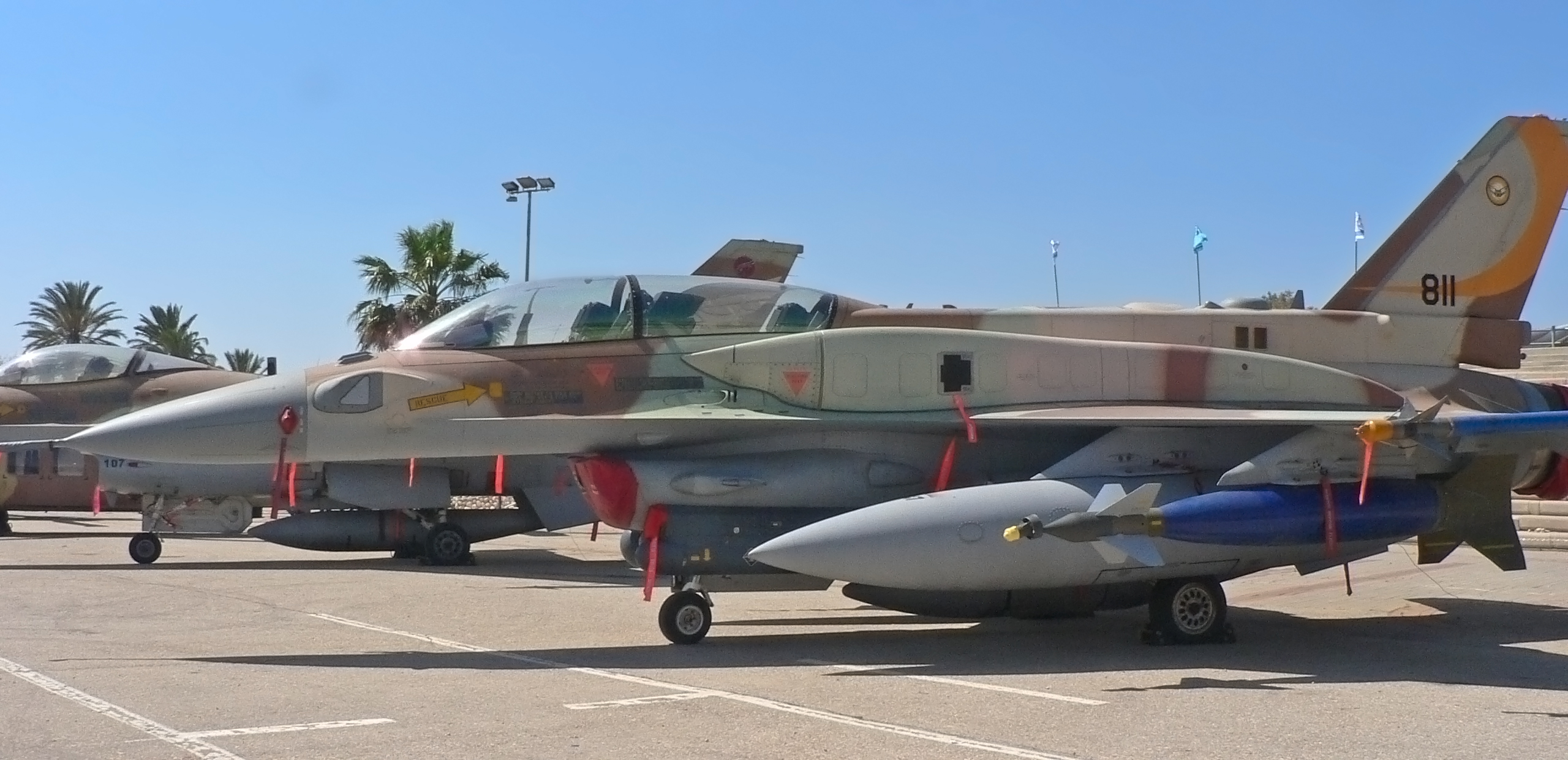
Un F-16I de la Força Aèria Israeliana amb crestallera dorsal i tancs de combustible conformables.

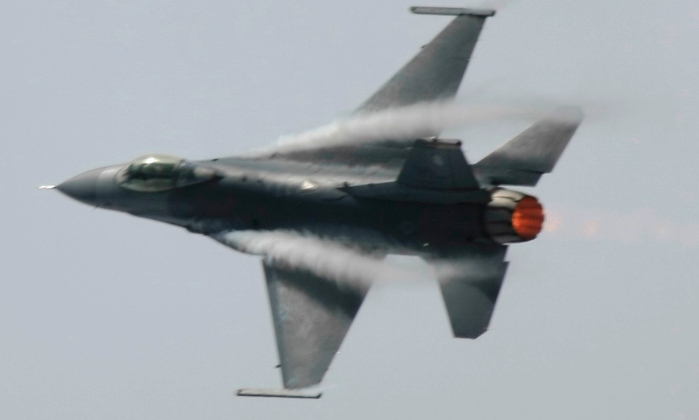
Un F-16 realitzant una maniobra ascendent d'una força G elevada i que provoca la formació de vapor d'aigua sobre les extensions de la vora d'atac.

El F-16 va ser dissenyat per ser relativament econòmic de fabricar i molt més simple de mantenir que els avions de combat d'anteriors generacions. La seva estructura es compon aproximadament d'un 80% d'aliatges d'alumini, un 8% d'acer, un 3% de materials compostos, i un 1,5% de titani. Les superfícies de control, com les aletes de vora d'atac, els alerons, i aletes ventrals, fan ús extensiu d'elements estructurals de panell de niu d'abella d'alumini i recobriment laminat de polímer reforçat amb fibra de carboni. El F-16A disposa de 228 panells d'accés per tota l'aeronau, al voltant d'un 80% dels quals són accessibles directament. El nombre de punts de lubricació, connexions de línia de combustible, i mòduls reemplaçables també es va reduir enormement comparat amb els seus predecessors.
A pesar que el programa LWF de la USAF havia requerit una vida estructural de l'aeronau de només 4.000 hores de vol, i la capacitat d'aconseguir 7,33 G amb un 80% de combustible intern, els enginyers de General Dynamics van decidir des del principi dissenyar l'estructura del F-16 amb una vida de fins a 8.000 hores de durada i per a maniobres a 9 G amb el dipòsit intern ple. Això va resultar ser un avantatge quan la missió de l'avió va canviar de solament combat aire-aire a operacions polivalents. No obstant això, els canvis realitzats per sobre de l'ús operacional planejat i l'augment continu de pes a causa de l'addició de més sistemes han requerit diversos programes d'enfortiment estructural.

### Comandaments de vol

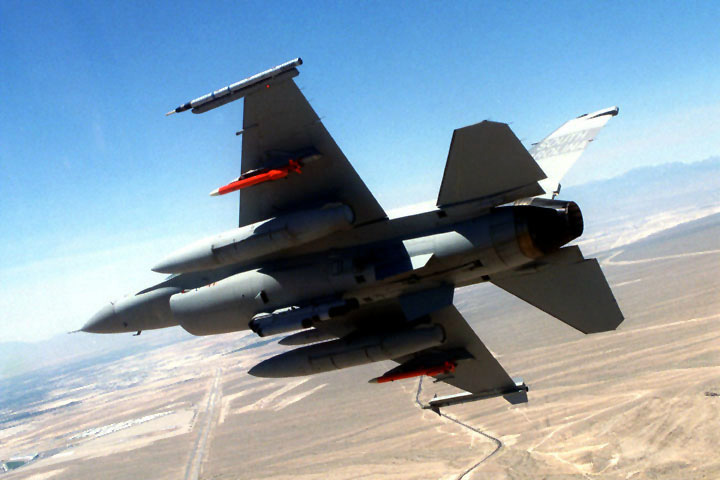
Un F-16C Bloc 52 de la 169ª Ala de Caces de la USAF.

#### Estabilitat estàtica negativa
El YF-16 va ser el primer avió del món dissenyat de forma intencionada per ser aerodinàmicament una mica inestable. Aquesta tècnica trucada "estabilitat estàtica relaxada" (en anglès RSS o relaxed static stability), va ser incorporada per augmentar la maniobrabilitat del caça. La majoria dels avions estan dissenyats amb estabilitat estàtica positiva, que indueix a l'aeronau a tornar a la seva actitud original. No obstant això, l'estabilitat estàtica positiva dificulta la maniobrabilitat de l'aparell, ja que la tendència a continuar en la seva actitud actual s'oposa a esforç del pilot per maniobrar; d'altra banda, una aeronau amb estabilitat estàtica negativa estarà, en l'absència d'aportació de control, preparada per canviar de nivell i abandonar el vol estable. Per tant, un avió amb estabilitat estàtica negativa serà més maniobrable que un que és positivament estable.

#### Comandaments de vol electrònics
Per contrarestar aquesta tendència a sortir-se del vol controlat, i evitar la necessitat de fer moviments de compensació constants per part del pilot, el F-16 disposa d'un sistema de control de vol electrònic de quatre canals de control per senyals elèctrics. La computadora de control de vol, que és un component clau del sistema, accepta les ordres del pilot a través de la palanca de control i dels pedals del timó, i manipula les superfícies de control de tal manera que es produeixi la maniobra resultant desitjada sense perdre el control (conegut com "sortir-se" del vol controlat). La computadora de control de vol també pren milers de mesures per segon de l'actitud de l'aeronau, i automàticament fa correccions per compensar les desviacions i mantenir la ruta de vol sense necessitat que intervingui el pilot, permetent d'aquesta manera el vol estable. Això ha generat un aforisme comú entre els pilots de F-16: «Tu no voles un F-16; ell et vola a tu.»

### Cabina de vol
Una de les característiques més notables del F-16 des de la perspectiva del pilot és l'excepcional camp de visió des de la cabina de vol, una característica que és vital durant el combat aire-aire. La cabina tipus bombolla d'una sola peça de policarbonat i a prova d'aus proporciona una visibilitat completa de 360°, amb un angle de visió cap avall de 40° pels costats i 15° pel morro (el més comú en els seus predecessors eren 12-13°); per aconseguir això el seient del pilot va muntat en una posició elevada. A més, a diferència de la majoria dels caces, la carlinga del F-16 no té cap arc estructural que obstruiria part de la visió del pilot. No obstant això, l'excessiva llargària de la configuració en tàndem dels F-16 biplaça fa necessari un arc estructural entre els pilots.

Ejecció del pilot d'un F-16 dels USAF Thunderbirds a menys d'un segon d'impactar contra el sòl. 14 de setembre de 2003.

El seient projectable zero-zero ACES II impulsat per coet que munta el F-16 està reclinat cap enrere amb un inusual angle de 30°, ja que els seients dels caces més antics o contemporanis solien tenir una inclinació cap enrere propera als 13-15°. El gran angle d'inclinació va ser escollit per augmentar la tolerància del pilot a les forces G elevades, i per reduir la seva susceptibilitat a la pèrdua de consciència induïda per força G. El major angle del seient, no obstant això, també ha estat associat amb un major risc de dolor al coll quan no és mitigat per l'ús adequat del reposacaps. En conseqüència, els dissenys d'avions de combat nord-americans posteriors a aquest van passar a tenir un angle d'inclinació més moderat, de 20°. A causa de l'excessiu angle d'inclinació del seient i al gruix de la cabina de policarbonat, el seient projectable del F-16 manca dels rails d'acer per trencar la cabina dels quals disposen la majoria dels sistemes de projecció d'altres aeronaus. En el F-16, la projecció del tripulant es realitza després de desfer-se de la cabina: quan el vent relatiu arrenca la cabina lluny de l'avió, un cable acciona els coets per impulsar el seient.

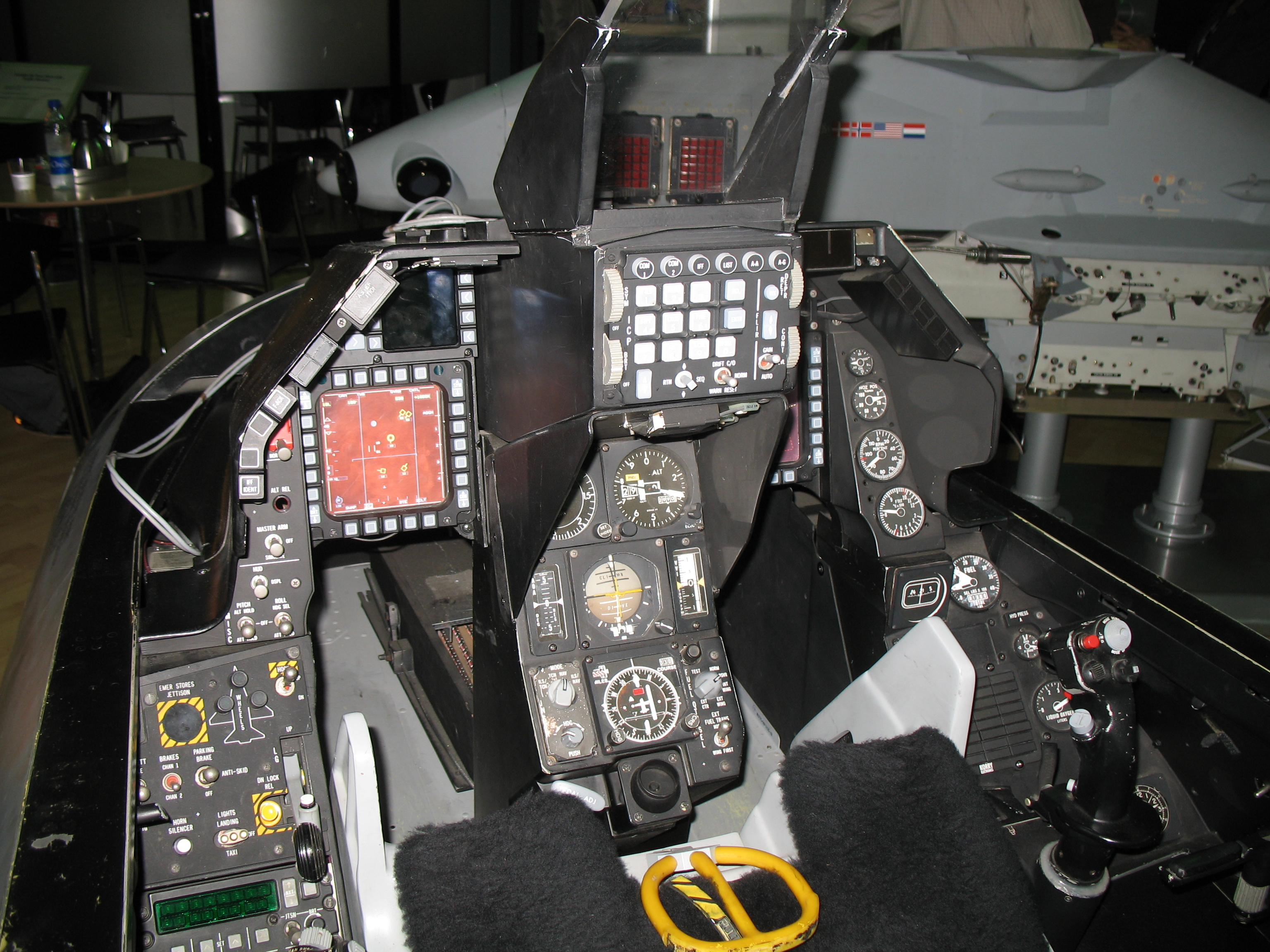
Cabina per a entrenament en terra d'un F-16 (versió MLU).

El pilot vola l'aeronau principalment per mitjà d'una palanca de control lateral muntada en el reposabraços del costat dret (en comptes del més habitual volant de control), i una palanca de gas del motor en el costat esquerre, juntament amb els pedals de timó d'adreça convencionals. Per augmentar el grau de control del pilot sobre l'aparell durant les maniobres d'altes G, diversos dels interruptors de funció que anteriorment eren distribuïts per la cabina s'han canviat a controls tipus HOTAS, per ser accessibles sense llevar les mans del comandament de gasos i de la palanca de comandament. La simple pressió amb la mà sobre el comandament de control causa la transmissió de senyals elèctrics a través del sistema de control per senyals elèctrics, que regulen les diferents superfícies de control de vol usades per maniobrar. Originalment el comandament de control era fix, però aquesta configuració va resultar ser incòmoda i als pilots els resultava difícil ajustar-se a ella, tendint algunes vegades a l'excés de rotació de l'avió durant els enlairaments, per la qual cosa se li va donar al comandament un cert marge de moviment. Des de la seva introducció en el F-16, els controls HOTAS s'han convertit en una característica normal dels caces moderns, en canvi, l'aplicació de la palanca de control lateral està menys estesa.

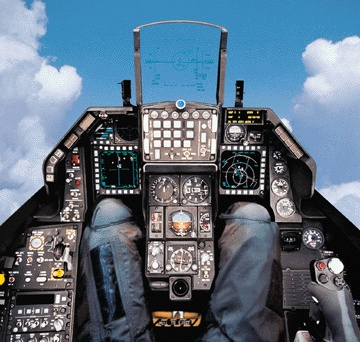
Cabina de vol d'un F-16C des del punt de vista del pilot.

La cabina del F-16 disposa d'una pantalla frontal de dades de tipus head-up display (HUD), que projecta davant el pilot informació visual, tant de vol com de combat, de forma simbòlica i sense obstruir la seva vista. Aquesta permet veure les dades superposades a l'altura de la vista i mantenir la mirada fora de la cabina, a més de millorar la consciència situacional del pilot sobre que està passant al seu al voltant. El sistema de mira muntada en el casc JHMCS (Joint Helmet Mounted Cueing System) de Boeing també està disponible en el F-16 per ser usat amb míssils aire-aire avançats com l'AIM-9X. El JHMCS permet guiar el sistema d'armes en la direcció en la qual està mirant el cap del pilot, fins i tot a través del camp de visió que ofereix el HUD, mantenint la seva consciència situacional. El JHMCS va ser desplegat de forma operacional per primera vegada durant Invasió de l'Iraq de 2003.
El pilot obté més informació de vol i de l'estat dels sistemes mitjançant les pantalles multifunció, (MFD). La MFD del costat esquerre és la pantalla principal de vol (PFD), que generalment mostra les imatges del radar i del mapa mòbil; la MFD del costat dret és la pantalla del sistema o SD (system display), que presenta informació important sobre el motor, el tren d'aterratge, posicions dels slats i flaps, quantitat de combustible, i estat de les armes. Inicialment, el F-16A/B només tenia una única pantalla de tub de rajos catódicos (CRT) monocromàtica utilitzada com PFD, i la informació del sistema era proporcionada per diversos instruments de control tradicionals. L'actualització MLU (Mid Life Update) va introduir la pantalla MFD SD en una cabina, que va passar a ser compatible amb l'ús d'ulleres de visió nocturna. Aquestes pantalles CRT van ser reemplaçades per pantalles de cristall líquid a color en el Bloc 50/52. El Bloc 60 ofereix tres MFD a color programables i intercanviables (CMFD) amb capacitat "imatge-en-imatge", capaç de sobreimpressionar la visualització completa de la situació tàctica en el mapa mòbil.

### Radar

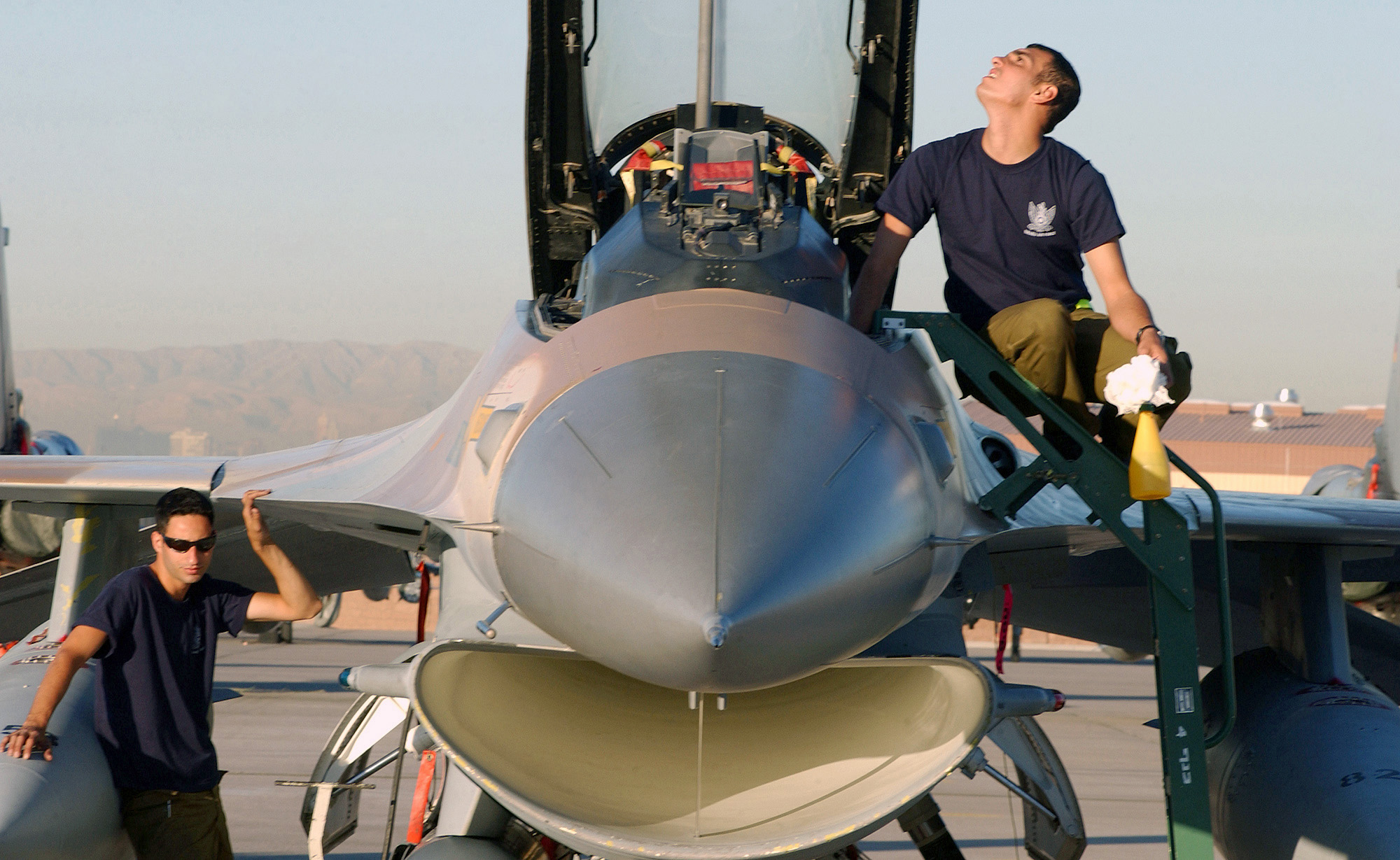
Morro d'un F-16 de la Força Aèria Israeliana.

El F-16A/B originalment va ser equipat amb el radar de control de tir d'impulsos Doppler AN/APG-66 de Westinghouse Electronic Systems (ara Northrop Grumman). La seva antena direccional plana va ser dissenyada per ser prou compacta per a encaixar-se dins del relativament petit morro del F-16. El radar APG-66 usa una baixa freqüència de repetició d'impulsos (PRF) per a detecció d'objectius a mitjana i alta altitud en un entorn de pocs senyals de radar paràsits, i una PRF mitjana per a entorns de senyals de radar paràsites denses. Disposa de quatre freqüències d'operació dins de la banda X, i proporciona quatre modes de funcionament per combat aire-aire i set per al combat aire-terra, fins i tot de nit o en condicions meteorològiques adverses. El model APG-66(V)2 del Bloc 15 va afegir un nou processador de senyals més potent, amb major potència de sortida, fiabilitat millorada, i major abast en entorns amb ressons paràsits o interferències provocades. El programa d'actualització de vida mitjana MLU va actualitzar aquest al model APG-66(V)2A, que ofereix major velocitat de processament i més memòria.

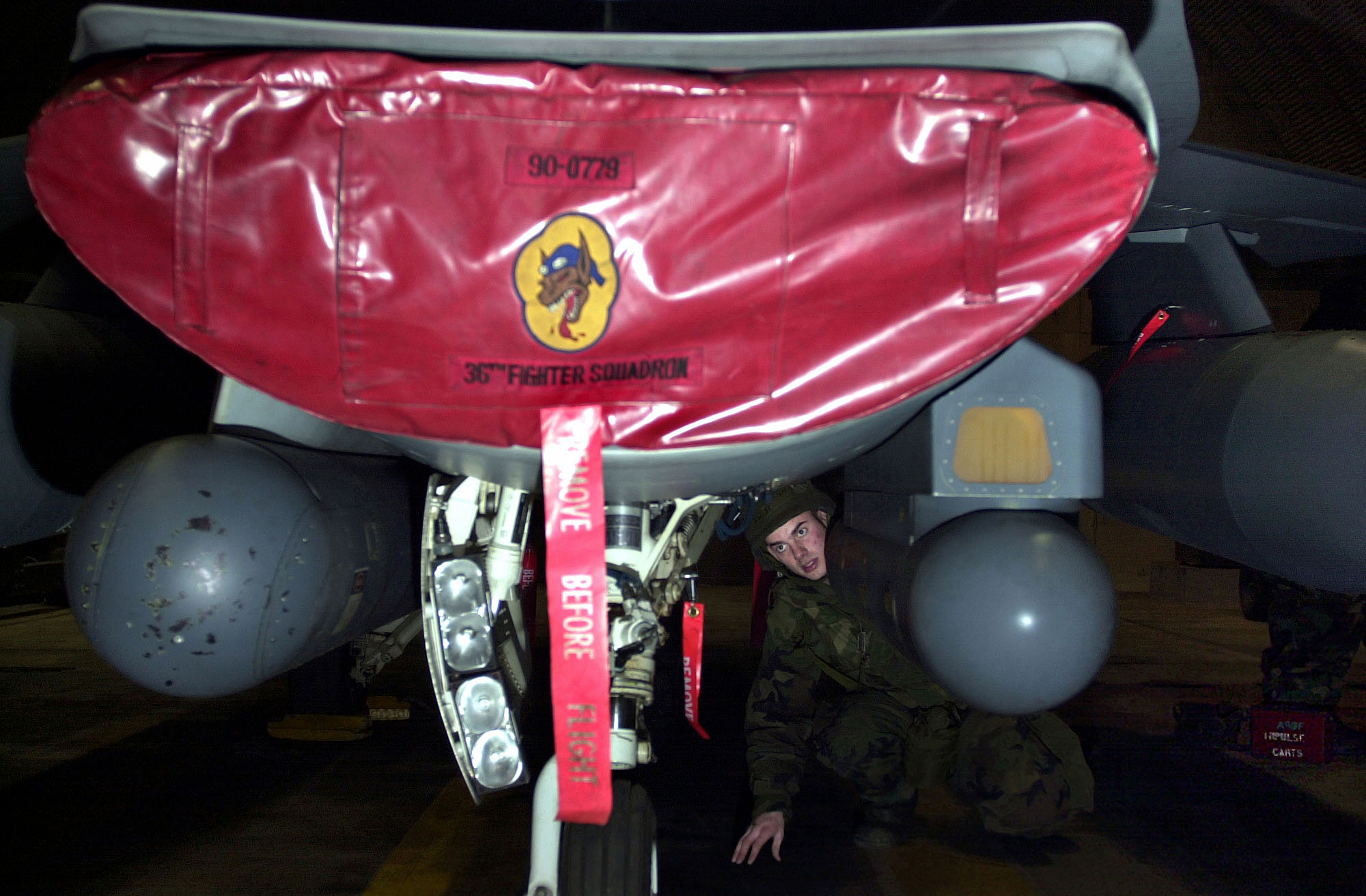
Pods LANTIRN en un F-16.

El radar AN/APG-68, una evolució de l'APG-66, va ser introduït amb el F-16C/D Bloc 25. Aquest model de radar disposa de més llarg abast i resolució, així com 25 modes de funcionament, incloent-hi traçat de mapes terrestres, Doppler beam-sharpening, objectiu mòbil en terra, objectiu en mar, i seguiment-mentre-explora (TWS) para fins a deu objectius. El model APG-68(V)1 del Bloc 40/42 va afegir plena compatibilitat amb els dispositius LANTIRN de Lockheed Martin, i un mode de seguiment amb PRF alta per proporcionar il·luminació d'objectius d'ona contínua (CW) per als míssils de guiat radar semiactiu com l'aIM-7 Sparrow. Els F-16 Bloc 50/52 inicialment van rebre la versió més fiable APG-68(V)5, que té un processador de senyal programable emprant tecnologia VHSIC. Els Bloc 50/52 Advanced (o 50+/52+) estan equipats amb el radar actualitzat APG-68(V)9, que té un abast de detecció aire-aire un 30% major, i una manera de radar d'obertura sintètica (SAR) per a reconeixement, detecció d'objectius i traçat de mapes en alta resolució. L'agost de 2004, Northrop Grumman va rebre un contracte per començar a actualitzar els radars APG-68 dels avions Bloc 40/42/50/52 a l'estàndard (V)10, que dota al F-16 amb recerca i detecció autònoma tot temps per a l'ús d'armes de precisió amb ajuda de sistema de posicionament global (GPS). També incorpora modes de traçat de mapes SAR i seguiment del terreny (TF), així com intercalat de tots els modes.
El F-16I/F va passar a ser equipat amb l'avançat radar d'escànners electrònics actius (AESA) AN/APG-80 també de Northrop Grumman, que li proporciona a l'avió la capacitat de rastrejar i destruir amenaces terrestres i aèries simultàniament, convertint-se en el tercer caça equipat amb aquest tipus de tecnologia.
El juliol de 2007, Raytheon va anunciar que està desenvolupant un nou radar anomenat Raytheon Next Generation Radar (RANGR) basat en el seu anterior radar AESA AN/APG-79 com un candidat alternatiu als AN/APG-68 i AN/APG-80 de Northrop Grumman per als F-16 de nova fabricació, i també com una actualització tècnica dels ja existents.

### Propulsió
| Blocs      | Versions | Motor           | Embranzida màx. |
| ---------- | -------- | --------------- | --------------- |
| 1 - 20     | F-16A/B  | PW F100-PW-200  | 106 kN          |
| 25, 32, 42 | F-16C/D  | PW F100-PW-220I | 105,7 kN        |
| 30, 40     | F-16C/D  | GE F110-GE-100  | 128,9 kN        |
| 50         | F-16C/D  | GE F110-GE-129  | 131,6 kN        |
| 52         | F-16C/D  | PW F100-PW-229  | 129,4 kN        |
| 60         | F-16I/F  | GE F110-GE-132  | 144,6 kN        |

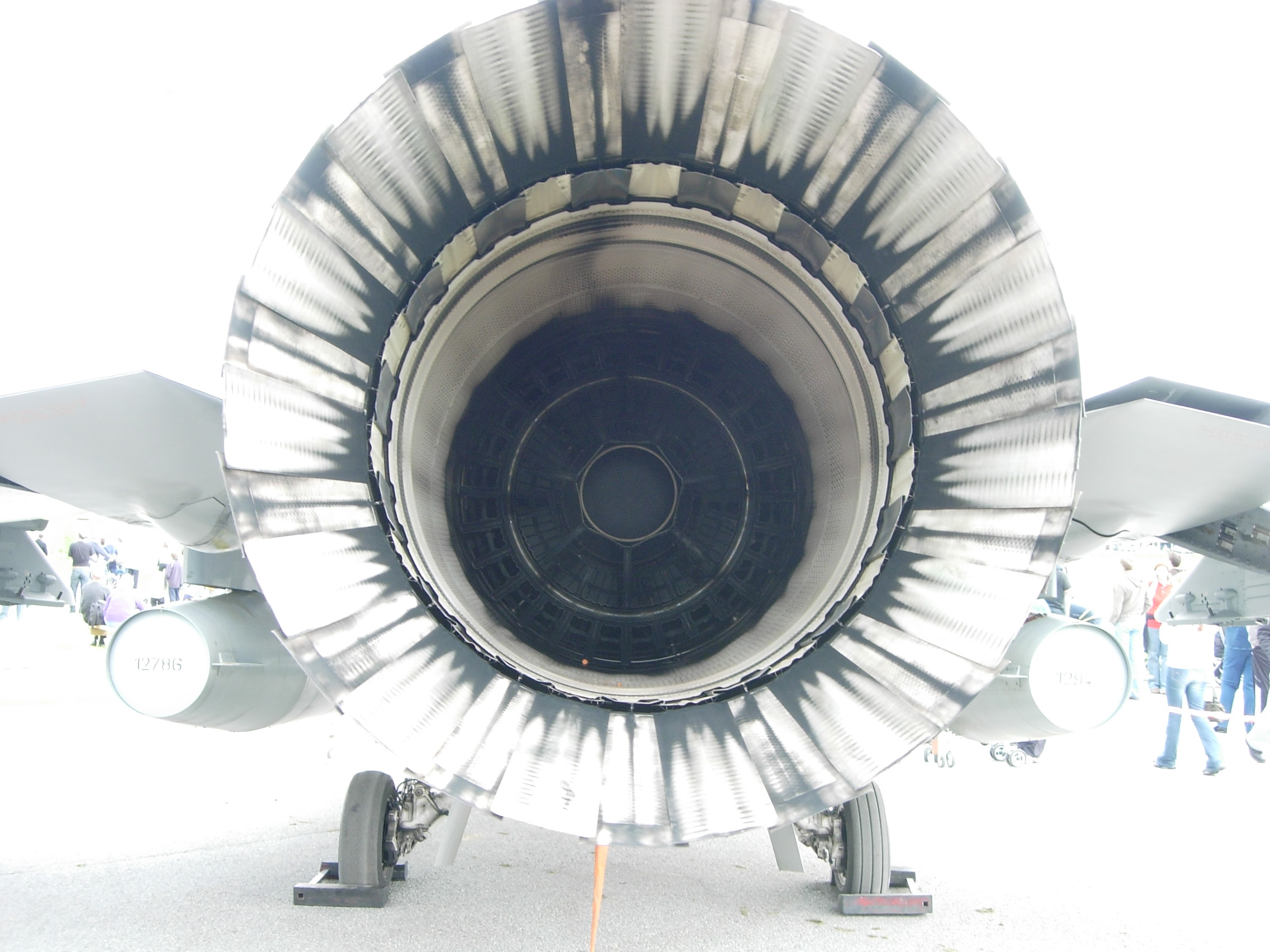
Tovera de fuita del motor d'un F-16.

El sistema propulsor inicialment seleccionat per a aquest avió monomotor va ser el turboventilador Pratt & Whitney F100-PW-200 amb postcremador, una versió lleugerament modificada del F100-PW-100 usat pel F-15 Eagle. Amb una força d'embranzida màxima de 106 kN (23.830 lbf) amb postcombustió, aquest model va continuar com a motor estàndard del F-16 fins al Bloc 25, excepte per als Blocs 15 de nova fabricació amb actualització de capacitat operacional OCU (Operational Capability Upgrade). L'OCU va introduir el F100-PW-220 de 105,7 kN (23.770 lbf), que també va ser instal·lat en les aeronaus Bloc 32 i 42. Encara que no ofereix una diferència notable en potència, aquest reactor va introduir una Unitat de Control del Motor d'Electrònica Digital (DEEC, Digital Electronic Engine Control) que va millorar la fiabilitat i va reduir el risc de parades del motor (una desagradable tendència ocasional amb l'original "-200" que en ocórrer obligava a tornar a engegar el motor en l'aire). Introduït en la línia de producció del F-16 l'any 1988, el "-220" també va substituir al "-100" dels F-15, d'aquesta manera maximitzant l'estandardització. Molts dels propulsors "-220" dels avions del Bloc 25 i posteriors van ser actualitzats a partir d'intervinguts de 1997 a l'estàndard "-220I". Amb una major fiabilitat i millor manteniment, aquest model va aconseguir una reducció del 35% de la taxa de canvis no previstos de propulsors.

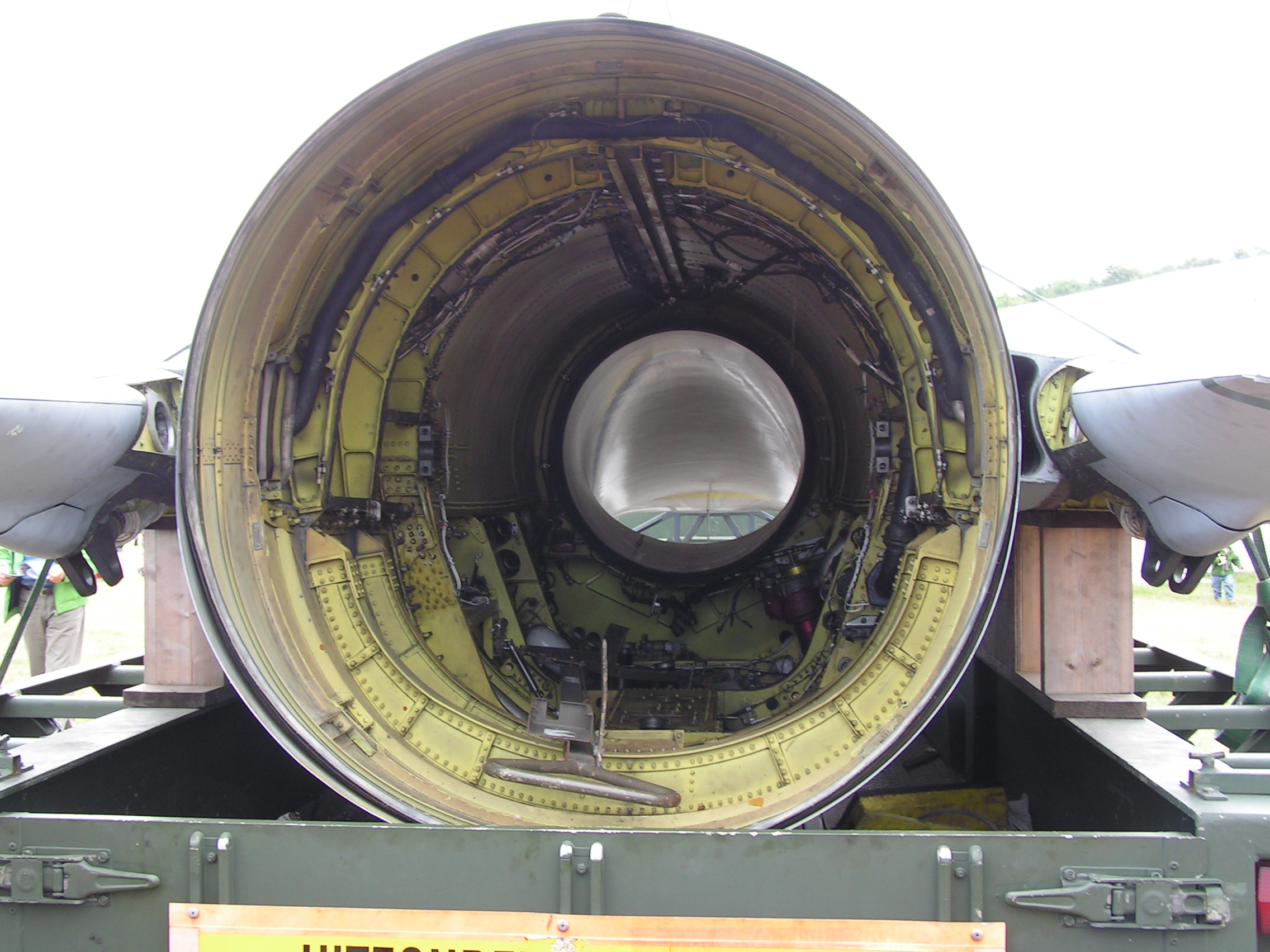
Espai interior del fuselatge per al motor en un F-16.

El desenvolupament dels motors F100-PW-220/220I va ser el resultat del programa AFE (Alternate Fighter Engine, "motor de caça alternatiu") emprès per la USAF (col·loquialment conegut com "the Great Engine War", en castellà "la gran guerra de motors"), que també va suposar l'entrada de General Electric com a proveïdor de motors per al F-16. El nou turboventilador F110-GE-100 de General Electric, no obstant això, va requerir la modificació de l'admissió dels F-16; la presa d'aire original limitava l'embranzida màxima dels reactors GE a només 114,5 kN (25.735 lbf), mentre que el nou conducte d'admissió comuna modular (Modular Common Inlet Duct) va permetre al F110 aconseguir la seva embranzida màxima de 128,9 kN (28.984 lbf). Per distingir entre els avions equipats amb aquests dos motors i preses d'aire, a partir del Bloc 30, els blocs acabats en "0" (ex. Bloc 30) són propulsados per General Electric, i els blocs que acaben en "2" (ex. Bloc 32) són equipats amb motors Pratt & Whitney.
Els esforços per millorar els motors per part dels dos competidors sota el programa IPE (Increased Performance Engine, "motor d'acompliment augmentat") van portar a desenvolupar el F110-GE-129 de 131,6 kN (29.588 lbf) per al Bloc 50 i el F100-PW-229 de 129,4 kN (29.100 lbf) per al Bloc 52. Els F-16 van començar a volar amb aquests motors IPE el 22 d'octubre de 1991 i el 22 d'octubre de 1992, respectivament. En general, dels 1.446 avions de combat F-16C/D adquirits per la Força Aèria nord-americana, 556 van ser equipats amb motors de la sèrie F100, i 890 amb els de la F110. Els avions Bloc 60 de la Unió dels Emirats Àrabs són propulsados pel turboventilador General Electric F110-GE-132, que amb una embranzida màxima de 144,6 kN (32.500 lbf), és el reactor més potent equipat en un F-16.

## Variants de producció principals

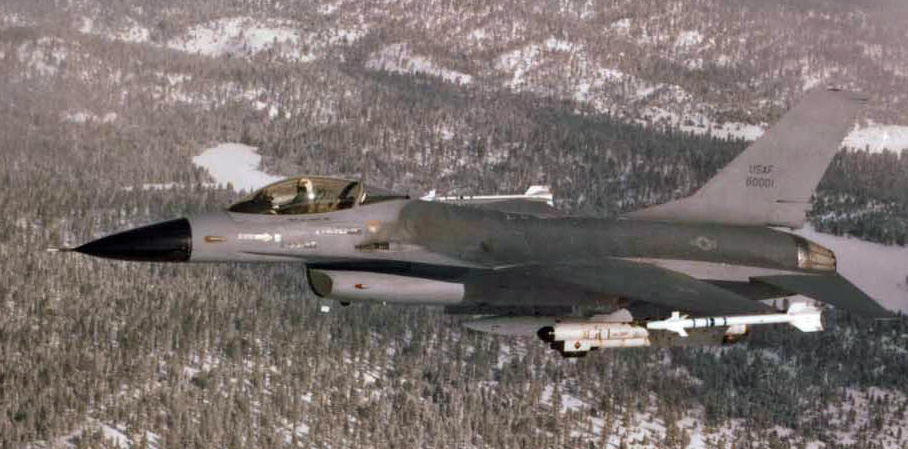
Un F-16A de el Bloc 1, caracteritzat pel seu radom negre.

Al llarg dels anys, per millorar gradualment el F-16 i actualitzar els aparells en servei, se li han realitzat gran varietat de millores estructurals, de transport d'armes, de sistemes, maquinari i programari. Els models del F-16 són denotats per nombres de bloc seqüencials o (tranxes de producció) que indiquen millores importants. Aquests blocs cobreixen les versions monoplaça i les versions biplaça.
Mentre que la majoria dels F-16 van ser produïts segons els dissenys d'aquests blocs, existeixen moltes altres variants amb canvis significatius, normalment degudes a programes de modificació. Altres modificacions han obtingut com a resultat l'especialització en una missió determinada, com les variants de suport aeri proper i reconeixement, i també s'han desenvolupat diversos models per provar noves tecnologies. A més, el F-16 ha inspirat el disseny d'altres avions que són considerats com derivats del F-16.

### F-16A/B

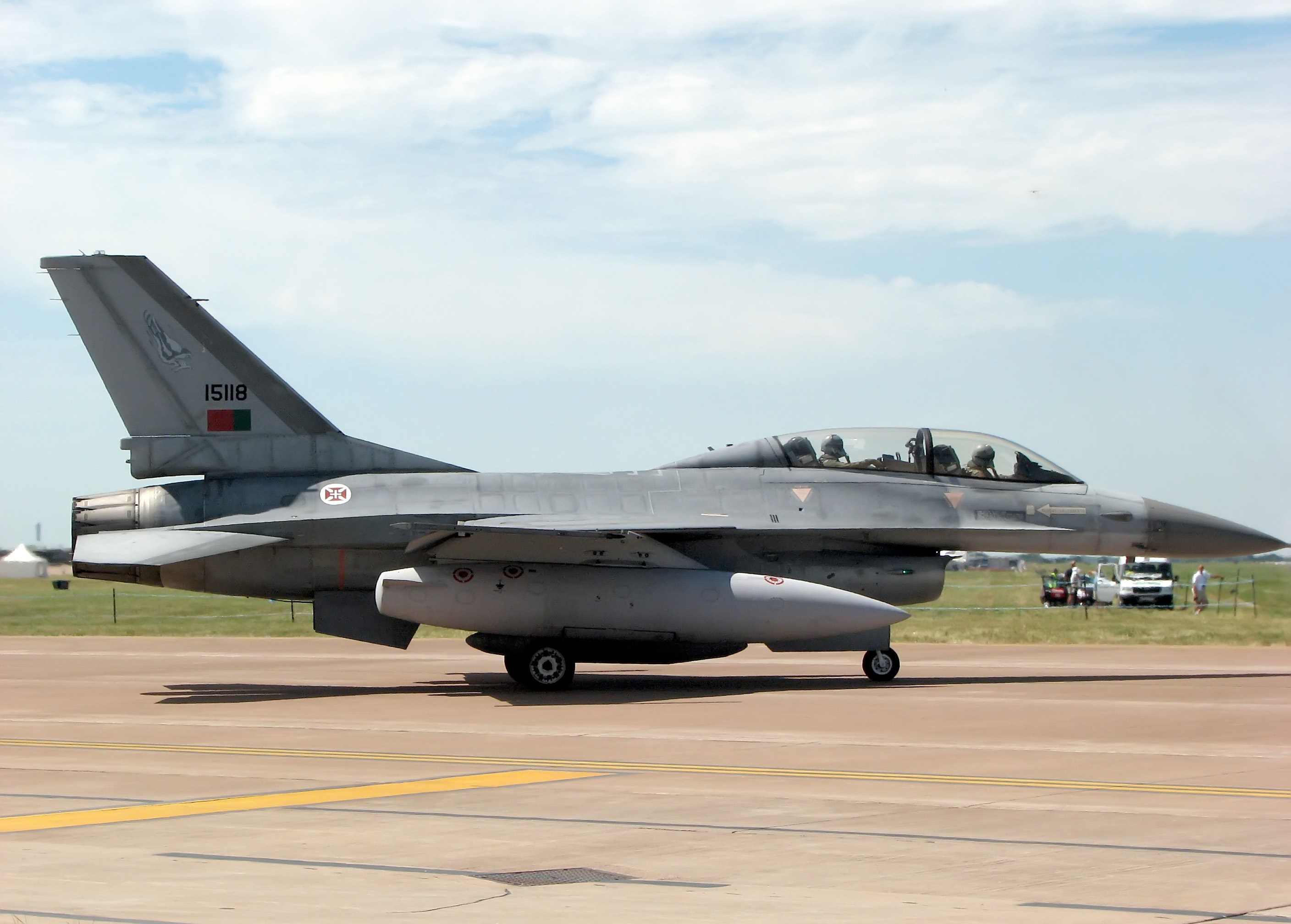
Un F-16B (biplaça) de la Força Aèria Portuguesa.

El F-16A (monoplaçaa) i el F-16B (biplaça) van ser inicialment equipats amb el radar d'impulsos Doppler Westinghouse AN/APG-66, i el turboventilador Pratt & Whitney F100-PW-200, que oferia a l'avió 64,9 kN (14.670 lbf) d'embranzida seca i 106 kN (23.830 lbf) amb postcombustión. Les variants A i B inclouen els Blocs 1, 5, 10, 15 i 20. La USAF va adquirir 674 F-16A i 121 F-16B, sent els lliuraments completats al març de 1985.
Els primers blocs, Blocs 1, 5 i 10, van oferir canvis de relativament poca importància. La majoria d'aquests avions van ser tots actualitzats posteriorment a la configuració Bloc 10 a principis dels anys 1980. El Bloc 15 va ser el primer gran canvi que va sofrir el F-16: aquest model va oferir uns estabilitzadors horitzontals més grans, la incorporació de dos punts d'ancoratge en la presa d'aire, un radar millorat AN/APG-66(V)2, i una major capacitat en els suports subalars. El Bloc 15 també va obtenir la ràdio UHF per a comunicacions segures mitjançant Have Quick II (sistema d'espectre eixamplat per salt de freqüència). Els estabilitzadors van ser augmentats prop d'un 30% per contrarestar el pes addicional dels nous suports d'ancoratge. El Bloc 15 és la variant produïda en major nombre, amb 983 unitats fabricades.
El Bloc 20 va afegir algunes capacitats del F-16C/D: radar millorat AN/APG-66(V)3, possibilitat de portar míssils AGM-45 Shrike, AGM-84 Harpoon, i AGM-88 HARM, així com el sistema de recerca de blancs i navegació LANTIRN. Les computadoras del Bloc 20 van ser millorades significativament en comparació de les corresponents als primers exemplars.
El cost unitari mitjà d'un F-16A/B és de 14,6 milions de US$ (el 1992).

### F-16C/D

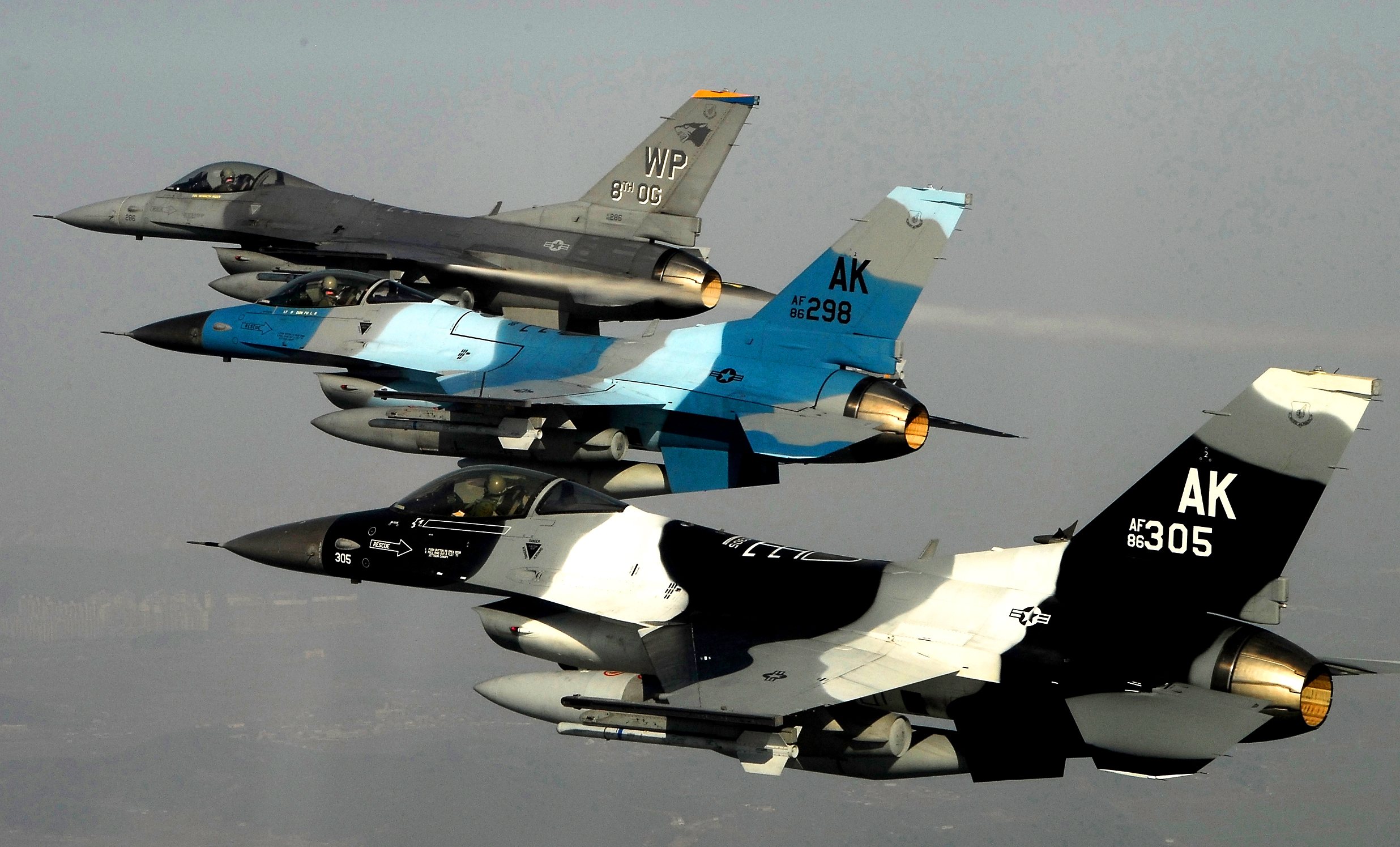
Tres F-16 Bloc 30 de la USAF volant en formació sobre Corea del Sud en el 2008.

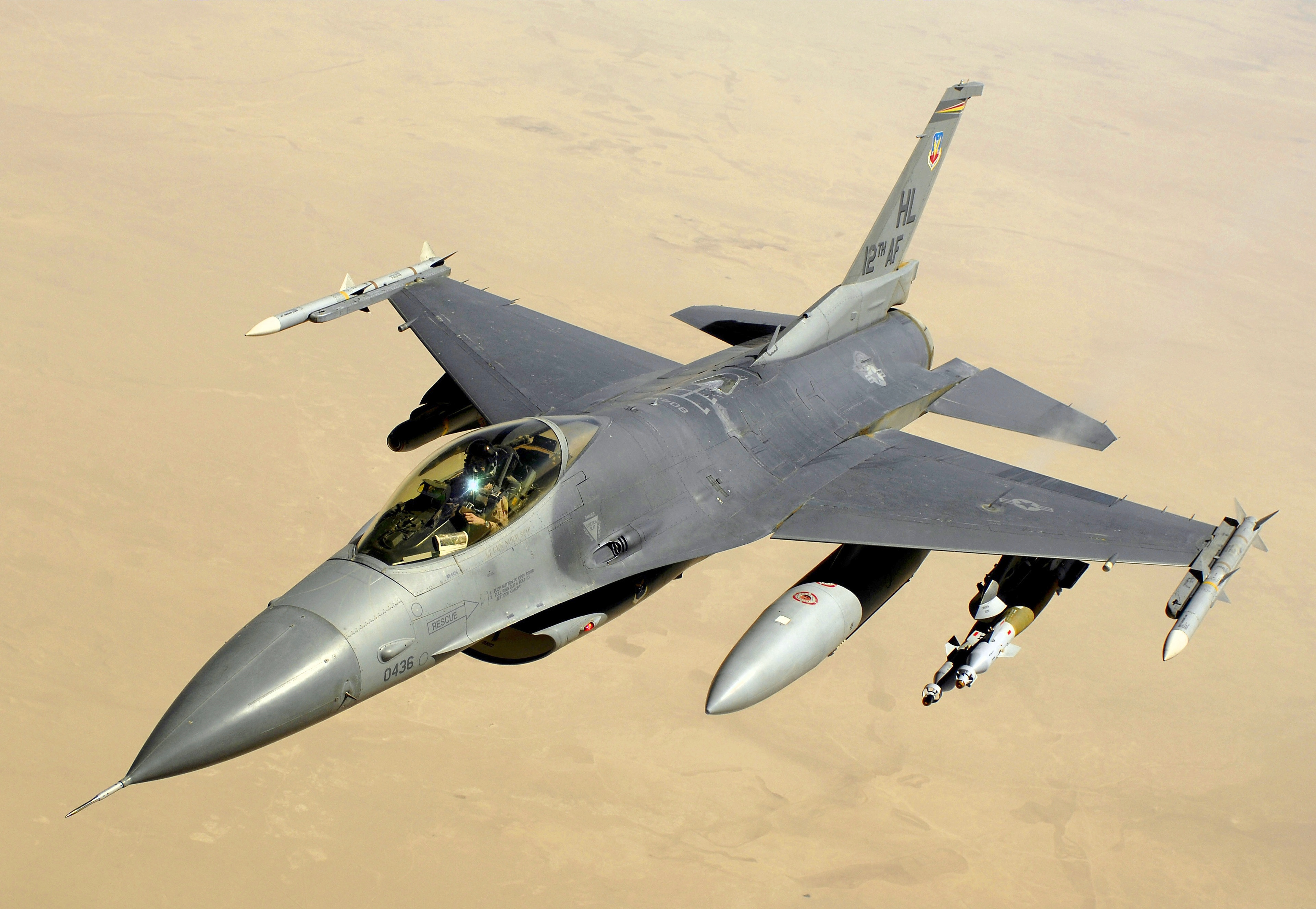
Un F-16C Bloc 40 de la USAF volant sobre l'Iraq en el 2008.

Les variants F-16C (monoplaça) i el F-16D (biplaça) van entrar en servei l'any 1984. El Bloc 25 va ser el primer dels models C/D. Va afegir capacitats tot temps per als míssils aire-aire amb abast "més enllà de la visió" (BVR). També va aportar una millora substancial en aviònica per a la cabina de vol, i el nou radar AN/APG-68. Els avions del Bloc 25 van ser lliurats amb el motor Pratt & Whitney F100-PW-200 i posteriorment actualitzats amb el Pratt & Whitney F100-PW-220I. Es van lliurar un total de 209 aparells Bloc 25.
El Bloc 30/32 va ser el primer dels F-16 afectat pel projecte de motor alternatiu AFE (Alternative Fighter Engine) sota el qual era equipat amb els motors tradicionals Pratt & Whitney o, per primera vegada, amb el General Electric F110-GE-100. A partir d'aquest punt, els blocs acabats en "0" (ex. Bloc 30) són propulsados per General Electric, i els blocs que acaben en "2" (ex. Bloc 32) són equipats amb motors Pratt & Whitney. El primer F-16 Bloc 30 va entrar en servei el 1987. La diferència més gran estreba en la capacitat per portar els míssils AGM-45 Shrike, AGM-88 HARM, i AIM-120 AMRAAM. A causa de la potència més gran del motor GE, a partir del Bloc 30 es va dotar al F-16 d'un conducte d'admissió per a un motor més gran, anomenat Modular Common Inlet Duct. Un total de 733 caces Bloc 30/32 van ser produïts i lliurats a sis països.
El Bloc 40/42 va entrar en servei el 1988. Aquesta és la variant millorada per a l'atac tot temps, equipant el sistema LANTIRN. També designada extraoficialment com a F-16CG/DG, la capacitat nocturna va fer que a aquests avions se li sobrenomenés com "Night Falcons" (en castellà: «falcons nocturns»). Les característiques que incorpora aquest bloc són un tren d'aterratge allargat i reforçat que permet muntar els pods LANTIRN en els laterals de la presa d'aire, un radar millorat, i un receptor GPS. Des de l'any 2002, la gamma d'armament disponible per al Bloc 40/42 va ser ampliada amb el lot afegit en el Bloc 50/52, i també amb la bomba guiada per làser GBU-27 Paveway III "búnquer-buster". Un total de 615 aparells Bloc 40/42 van ser lliurats a 5 països.

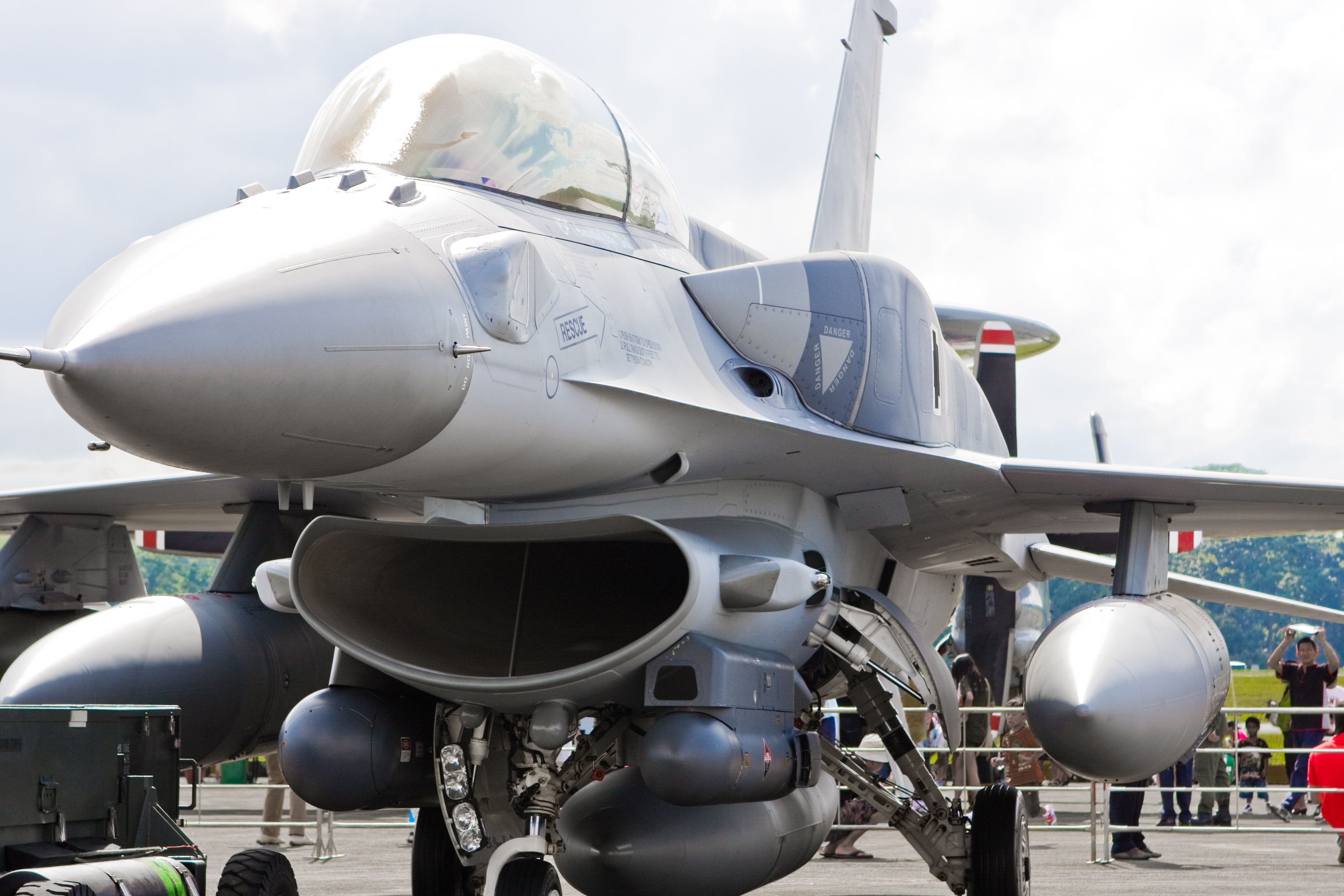
Un F-16D Bloc 52+ amb els tancs de combustible conformables, pods LANTIRN i compartiment dorsal.

El Bloc 50/52 va ser lliurat per primera vegada a la fi de l'any 1991. Aquest bloc està equipat amb un conjunt GPS/INS millorat, i pot carregar un lot més d'armament avançat: el míssil AGM-88 HARM, la bomba guiada AGM-154 Joint Standoff Weapon (JSOW), i els sistemes de guiat JDAM per a bombes convencionals, i WCMD (Wind-Corrected Munitions Dispenser) para bombes de fragmentació. Els avions Bloc 50 són propulsados pel motor F110-GE-129, mentre que els reactors del Bloc 52 són F100-PW-229; aquests caces són designats de forma extraoficial com a F-16CJ.
El Bloc 50+/52+ (50/52 Plus), també conegut com a "Bloc 50/52 Advanced", va ser lliurat per primera vegada a l'abril de 2003 a la Força Aèria Grega. Les seves millores principals són el suport de tancs de combustible conformables (CFT), el compartiment dorsal afegit, el radar APG-68(V9), i el sistema de mira muntada en el casc JHMCS. Els CFT són muntats a banda i banda del fuselatge sobre les ales, i proporcionen 2.045 litres (450 galons) addicionals de combustible per augmentar l'abast o el temps de vol sense ocupar cap punt d'ancoratge per a armes. Si és necessari, es poden retiren amb facilitat, però no poden ser deixats anar en vol com els tancs externs tradicionals. El compartiment dorsal opcional es troba darrere de la cabina de vol i s'estén fins a la cua, proporcionant un espai extra de 850 litres per allotjar més aviònica i dispensadores de chaff i bengales. Aquesta opció és molt comuna en les versions biplaça, però no pot ser muntada en les versions monoplaça.
El cost unitari mitjà d'un F-16C/D és de 18,8 milions de dòlars EUA (el 1998).

### F-16E/F

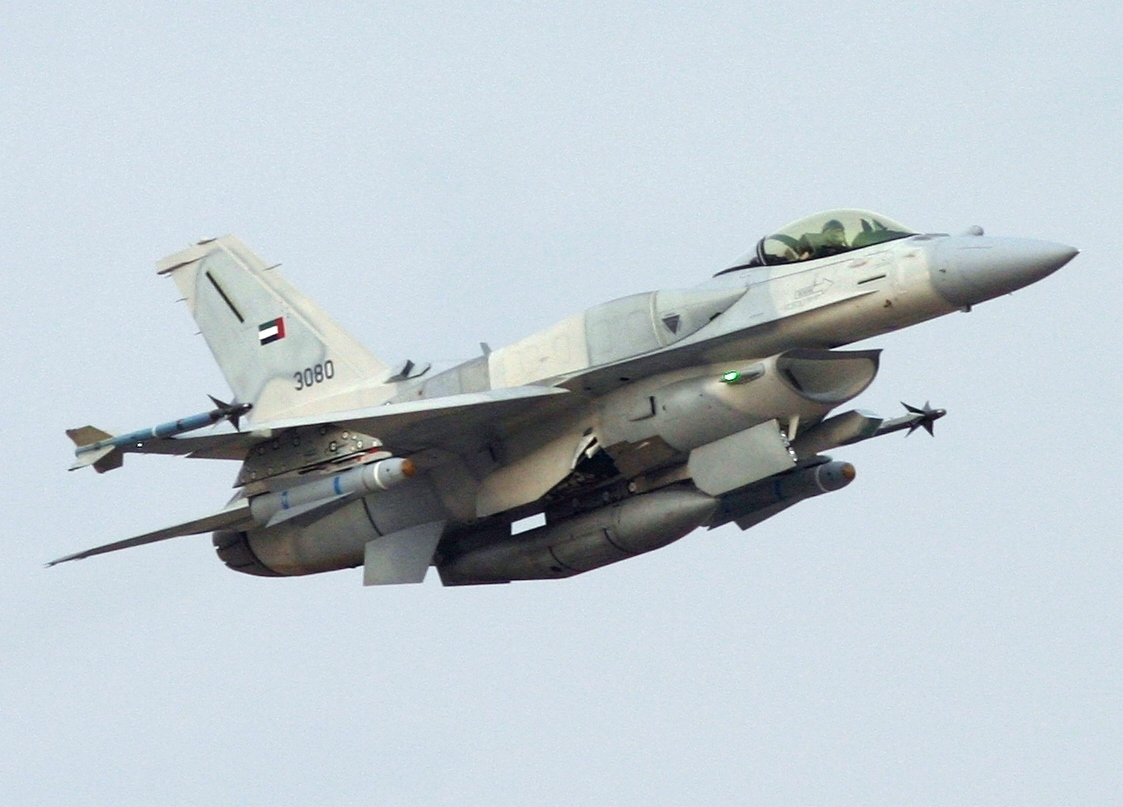
F-16E Bloc 60 de la Força Aèria dels Unió dels Emirats Àrabs.

El F-16E (monoplaça) i el F-16F (biplaça) són les últimes versions del F-16. Actualment aquestes no existeixen en l'inventari de la Força Aèria dels Estats Units i de moment només és una variant d'exportació. Al principi, estava previst que la versió monoplaça del General Dynamics F-16XL anés designada F-16I, mentre que la biplaça anés designada com a F-16F. Però aquestes denominacions finalment no van ser utilitzades a causa que la USAF va seleccionar el F-15E Strike Eagle com a vencedor del programa Enhanced Tactical Fighter el 1984 i el F-16XL va ser cancel·lat. La designació «Bloc 60» també havia estat reservada amb anterioritat, el 1989, per a una variant d'atac del F-16 trucada A-16, però aquest possible model va ser rebutjat, de manera que ara la designació F-16E/F i Bloc 60 correspon a una versió especial, desenvolupada especialment per la Unió dels Emirats Àrabs (EAU), i que de vegades es denomina de forma extraoficial com "Desert Falcon" (en castellà: «falcó del desert»).
El Bloc 60 està basat en el F-16C/D Bloc 50/52. Ofereix tancs de combustible conformables i millores en radar i en aviònica. De moment només ha estat adquirit pels EAU i, per un temps i de forma equivocada, es pensava que aquesta versió anava a ser designada "F-16O". La principal diferència amb els blocs previs és el radar AESA Northrop Grumman AN/APG-80, que li proporciona a l'avió la capacitat de rastrejar i destruir amenaces terrestres i aèries simultàniament. El motor que munta, el General Electric F110-GE-132, és un desenvolupament del model "-129" i ofereix una potència màxima de 144 kN (32.500 lbf). El Bloc 60 permet portar tot l'armament compatible amb el Bloc 50/52, fins i tot el míssil aire-aire AIM-132 ASRAAM i el míssil aire-terra AGM-84I ESLAM. El bus de dades MIL-STD-1553 va ser reemplaçat pel MIL-STD-1773 de fibra òptica, que incrementa 1.000 vegades la capacitat de maneig de dades. Els EAU van finançar la totalitat dels costos de desenvolupament del Bloc 60, i a canvi rebran royalties per cada avió del Bloc 60 que es vengui a un altre país. Un informe de premsa va declarar que aquesta és «la primera vegada que els Estats Units han venut un avió [F-16] a l'estranger millor que els que les seves pròpies forces volen».
El cost del programa d'adquisició del F-16E/F per part dels EAU va ser de 8.000 milions de dòlars, per la qual cosa, dividint entre els 80 aparells fabricats, surt un cost total unitari d'obtenció (s'inclouen despeses de desenvolupament) de 100 milions de dòlars per avió. Van ser lliurats entre 2003 i 2006

## Operadors
El F-16 ha estat venut a 25 països, incloent-hi els Estats Units, havent-se fabricat més de 4.400 unitats. Alguns països han adquirit avions de la Força Aèria dels Estats Units.

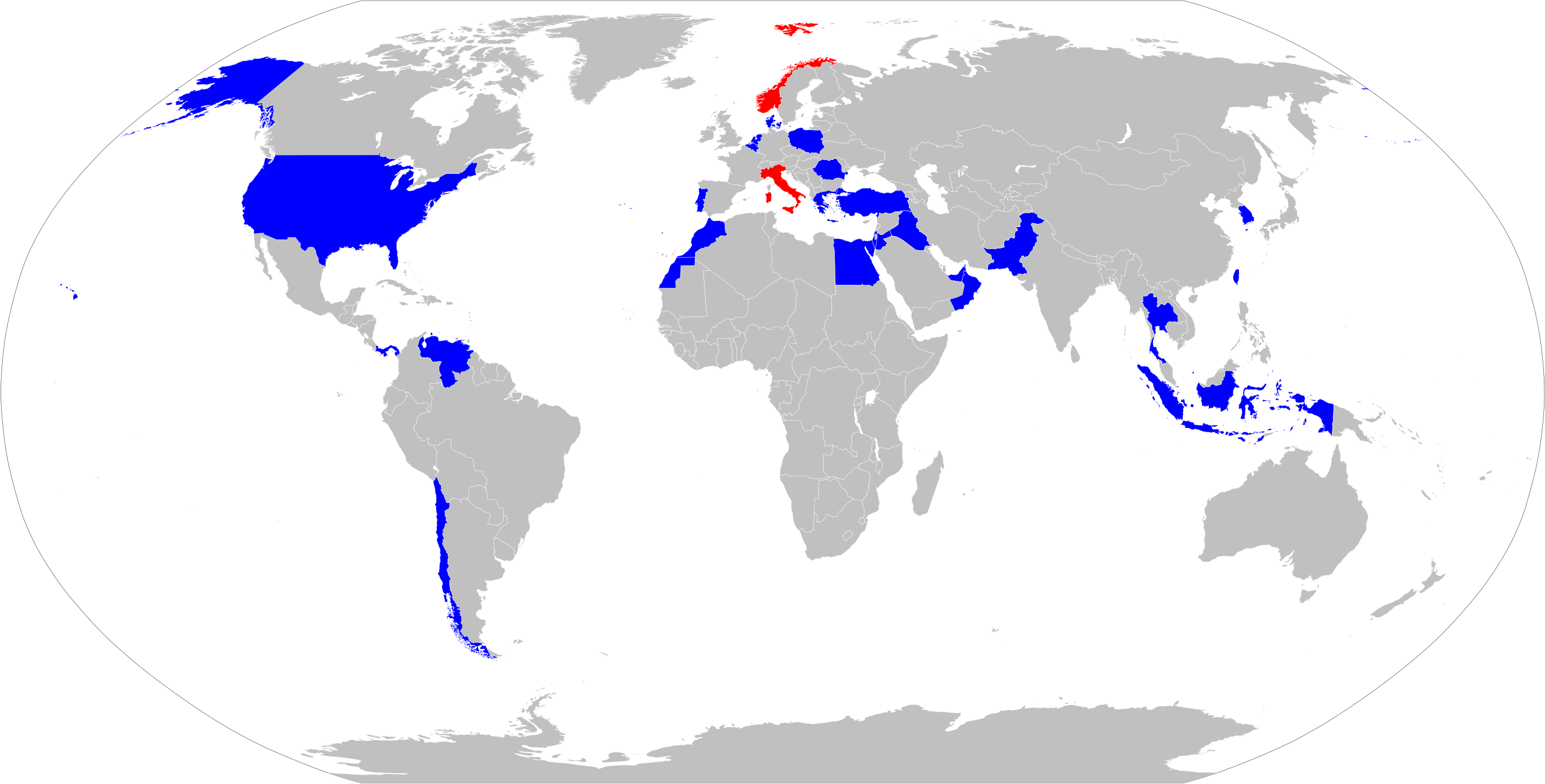
Països usuaris del F-16 Fighting Falcon.

L'èxit del programa del F-16 podria equiparar-se en certa manera al del Northrop F-5I/F Tiger II en totes les seves versions, ja que és un avió fàcil d'adquirir i amb els anys ha demostrat ser un caça adaptable i de baix cost de manteniment.

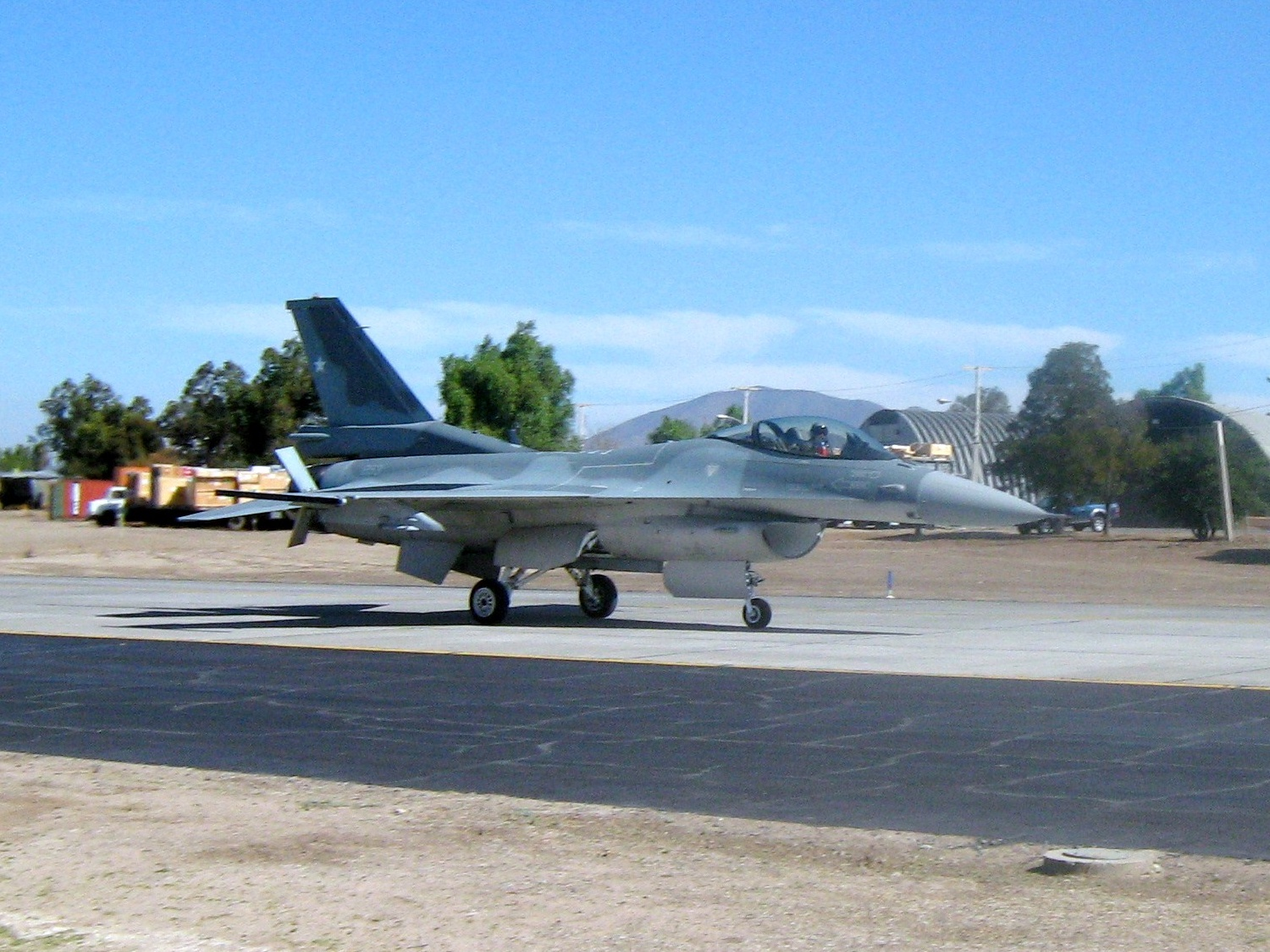
F-16 de la Força Aèria de Xile.

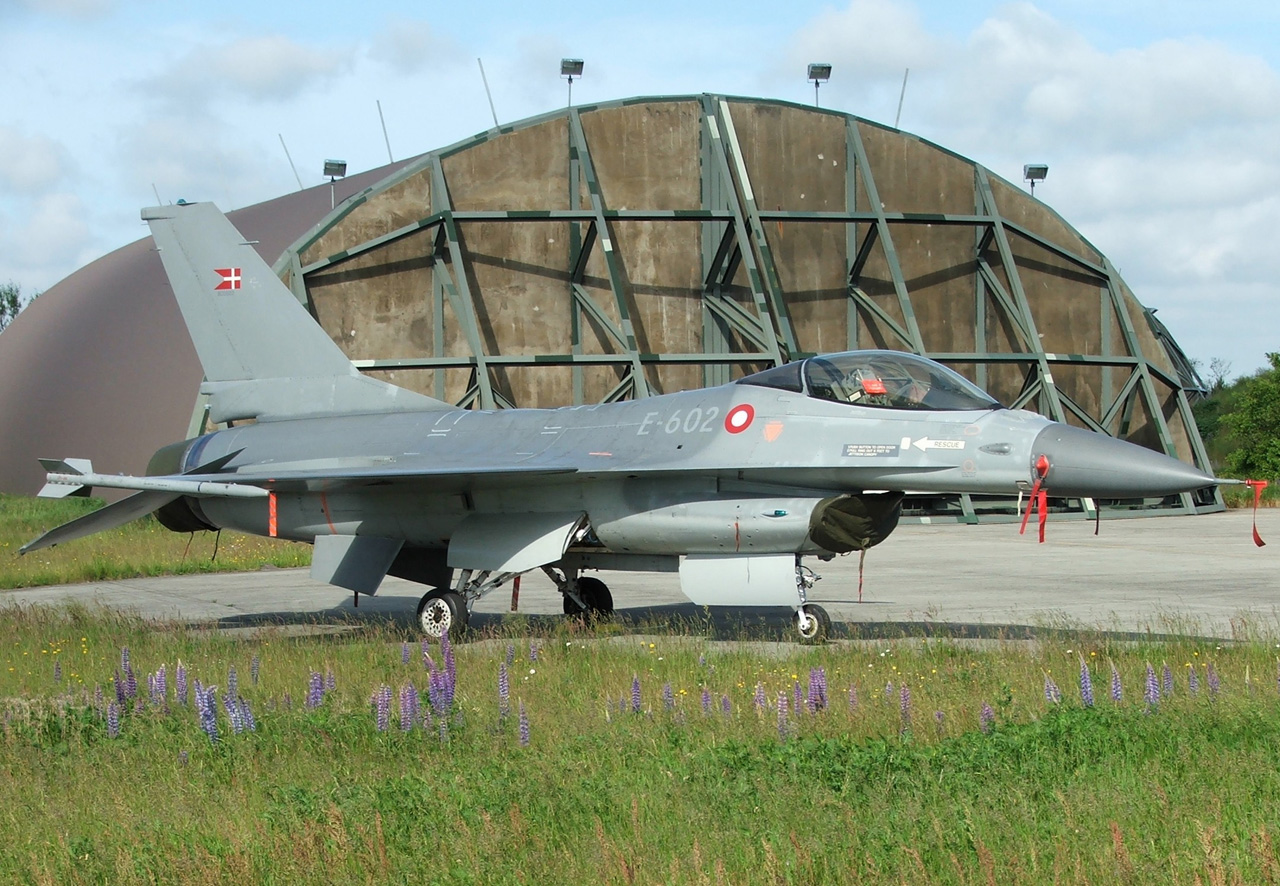
F-16 de la Reial Força Aèria Danesa.

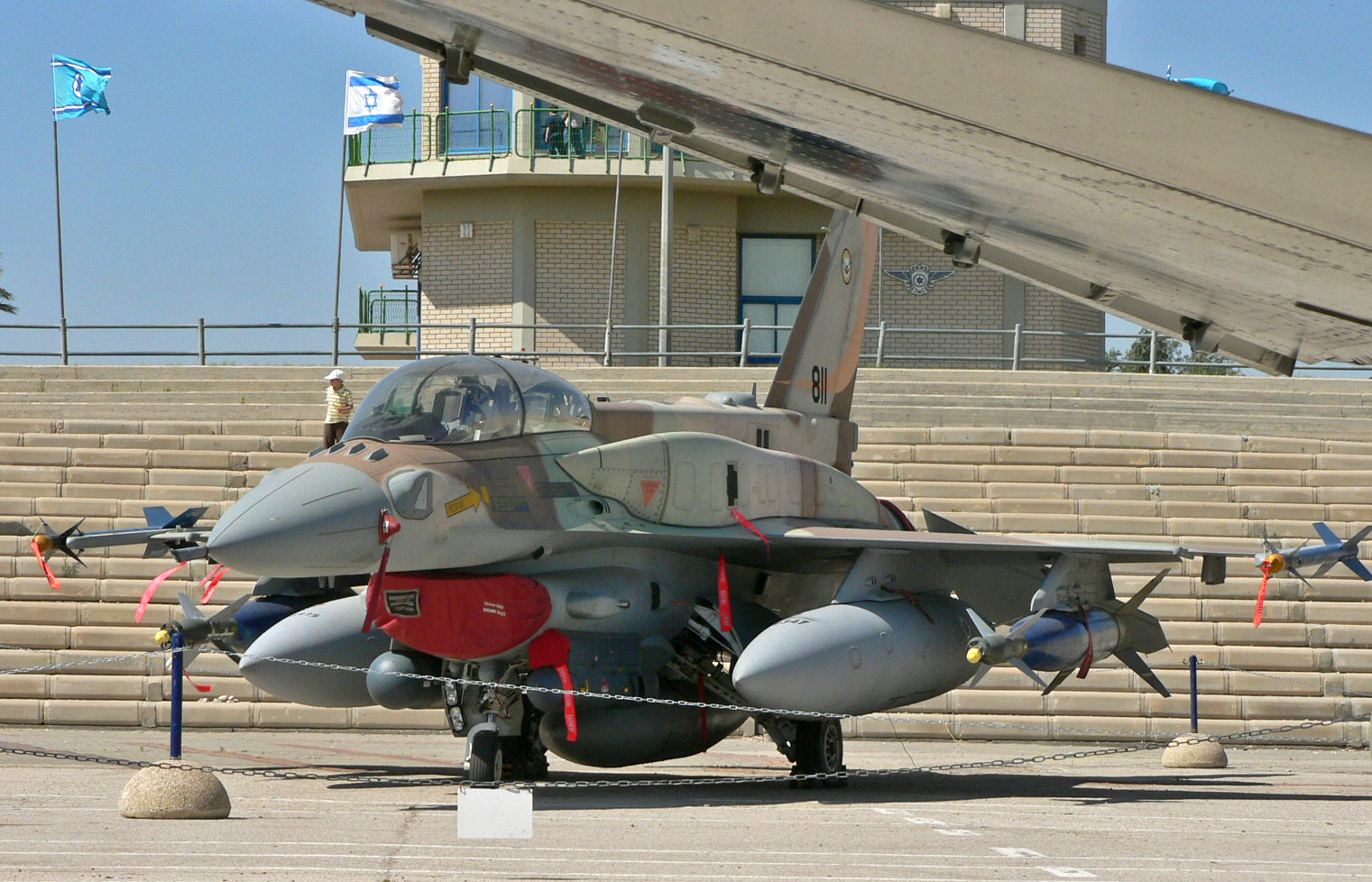
Un F-16I Sufa de la Força Aèria Israeliana.

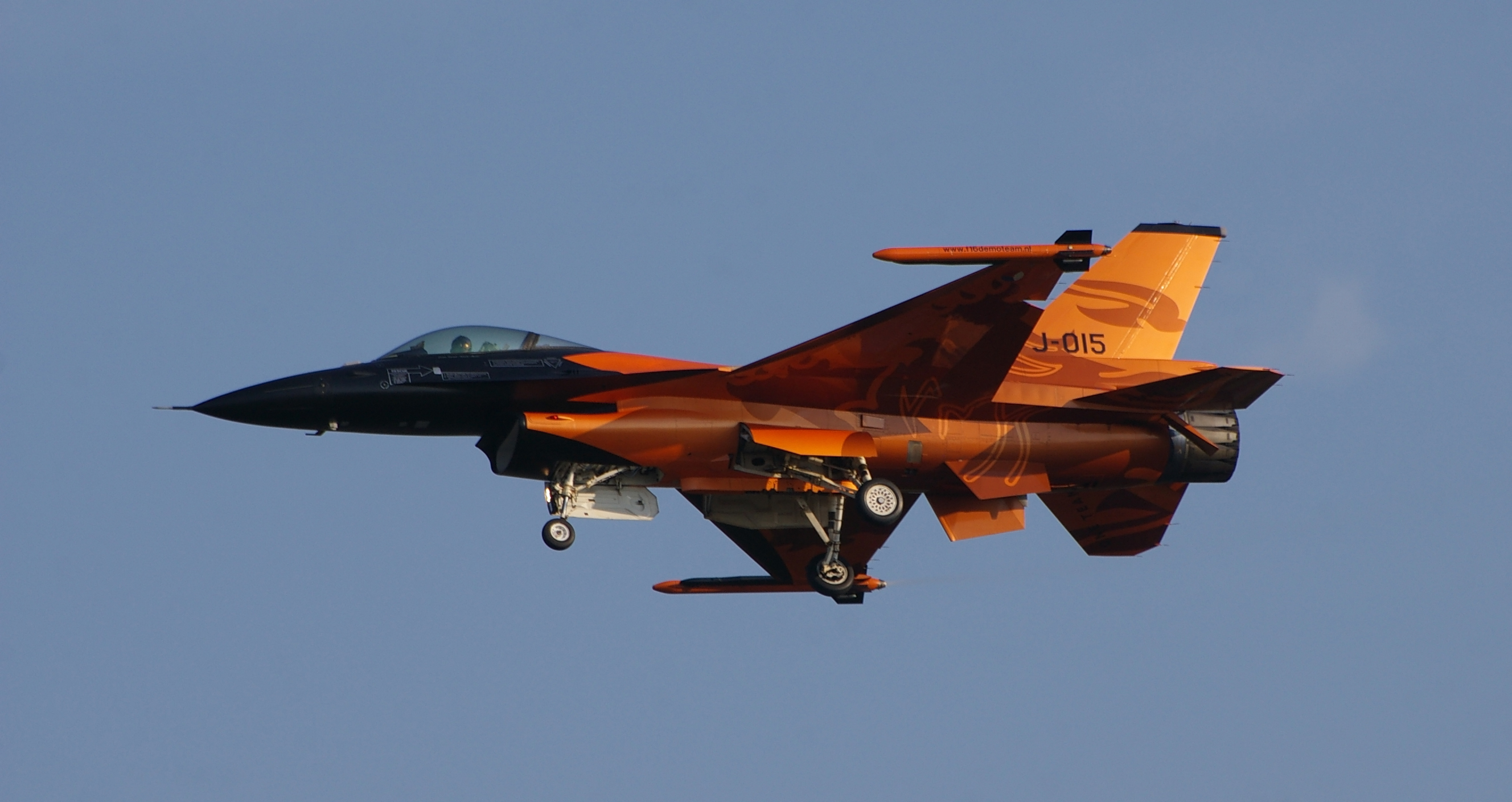
El F-16 MLU del Solo Display Team de la Reial Força Aèria dels Països Baixos.

| País | Usuari                                    | Núm adquirits | N.º en servei (aprox., 8-2009) |
| ---- | ----------------------------------------- | ------------- | ------------------------------ |
|      | Força Aèria dels Estats Units             | 2.230         | 1.245                          |
|      | Armada dels Estats Units                  | 40            | 14                             |
|      | Reial Força Aèria Bahreiní                | 22            | 21                             |
|      | Component Aeri Belga                      | 160           | 108                            |
|      | Força Aèria de Xile                       | 46            | 28                             |
|      | Força Aèria de la República de Corea      | 180           | 169                            |
|      | Reial Força Aèria Danesa                  | 77            | 68                             |
|      | Força Aèria Egípcia                       | 220           | 202                            |
|      | Força Aèria de la Unió dels Emirats Àrabs | 80            | 79                             |
|      | Força Aèria Grega                         | 170           | 129                            |
|      | Força Aèria Nacional Indonèsia            | 12            | 10                             |
|      | Força Aèria Israeliana                    | 362           | 335                            |
|      | Aeronautica Militare                      | 34            | 25                             |
|      | Reial Força Aèria Jordana                 | 55            | 53                             |
|      | Reials Forces Aèries Marroquines          | 24            | 24                             |
|      | Reial Força Aèria Noruega                 | 74            | 55                             |
|      | Reial Força Aèria d'Oman                  | 12            | 12                             |
|      | Reial Força Aèria dels Països Baixos      | 213           | 128                            |
|      | Força Aèria del Pakistan                  | 111           | 32                             |
|      | Força Aèria de la República Polonesa      | 48            | 48                             |
|      | Força Aèria Portuguesa                    | 45            | 43                             |
|      | Força Aèria de la República de Singapur   | 70            | 67                             |
|      | Reial Força Aèria de Tailàndia            | 61            | 59                             |
|      | Força Aèria de la República de la Xina    | 150           | 144                            |
|      | Força Aèria Turca                         | 270           | 216                            |
|      | Aviació Militar Veneçolana                | 24            | 21 o menys                     |

Sense ser una força militar, l'agència aeroespacial nord-americana NASA també opera amb avions F-16. La seva flota conté dues variants del model original (procedents de la USAF): els F-16XL i F-16A AFTI, utilitzats per a investigació i desenvolupament de tecnologies avançades tant per al F-16 com per a altres avions. Addicionalment, la NASA disposa de diversos F-16 convencionals usats com a aeronaus d'observació i banc de proves de motors.

## Història operacional

### Entrada en servei

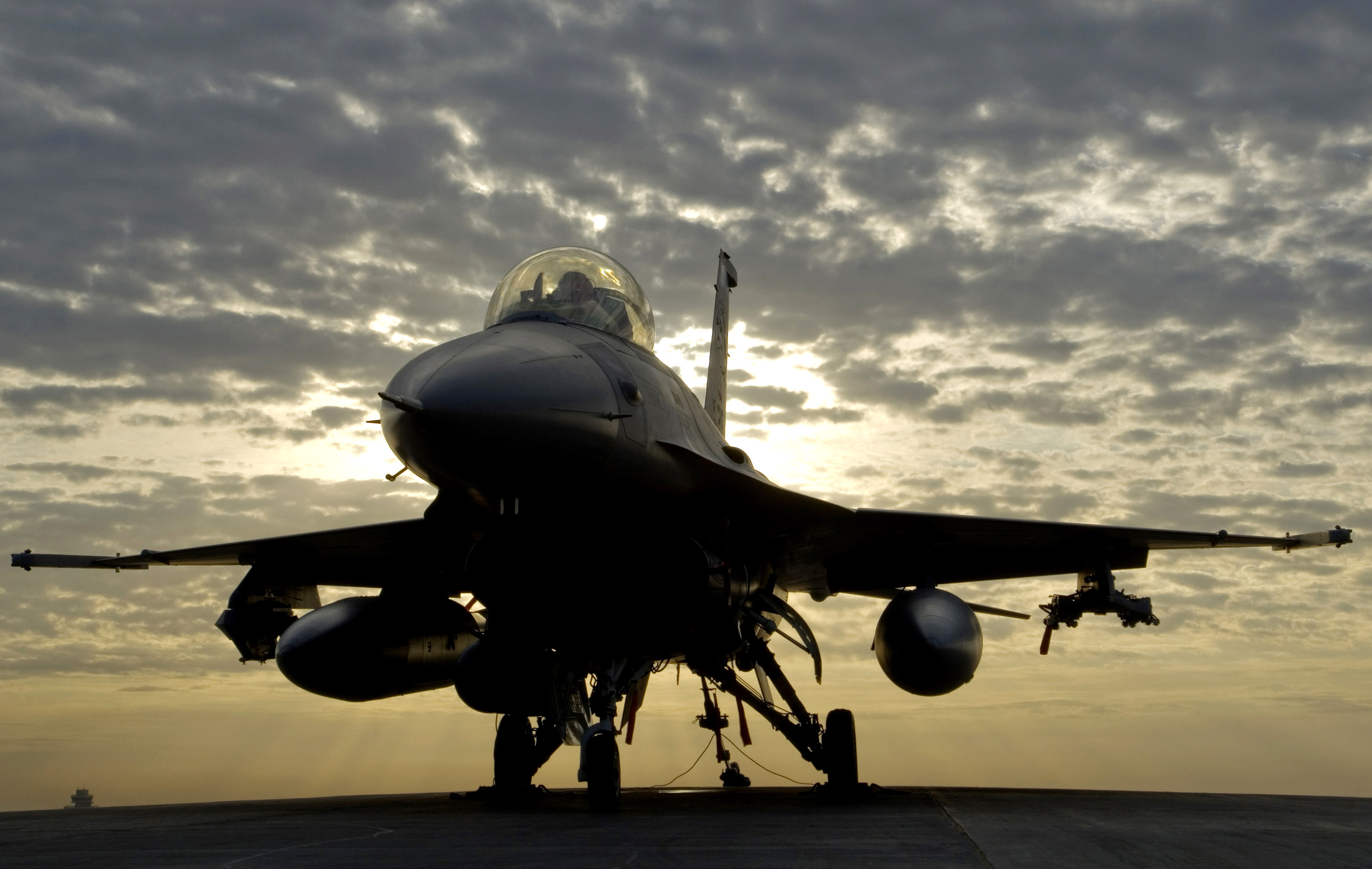
Un F-16C a la Base Beleu, l'Iraq.

El lliurament de F-16A/B operatius a la Força Aèria dels Estats Units va començar el 6 de gener de 1979 en la 388a Ala de Caces Tàctics de la Base de la Força Aèria Hill (Utah). La producció dels models F-16A i F-16B en els Estats Units va finalitzar en l'hivern de 1984 a 1985, i en total 786 avions van ser lliurats per força Aèria entre els anys 1979 i 1985.
Bèlgica va introduir el F-16 en la seva Força Aèria el 29 de gener de 1979, una mica més tard que els Estats Units. El primer dels F-16 dels Països Baixos va entrar en servei al juny de 1979 amb la Reial Força Aèria dels Països Baixos.
Des de llavors, el F-16 ha participat en nombrosos conflictes, sent els Estats Units, Israel i Turquia alguns dels principals usuaris, i Orient Mitjà i els Balcans els escenaris més habituals.

### Operacions de combat
Primeres victòries en combat: Vall del Bekaa i atac a Osiraq (1981):

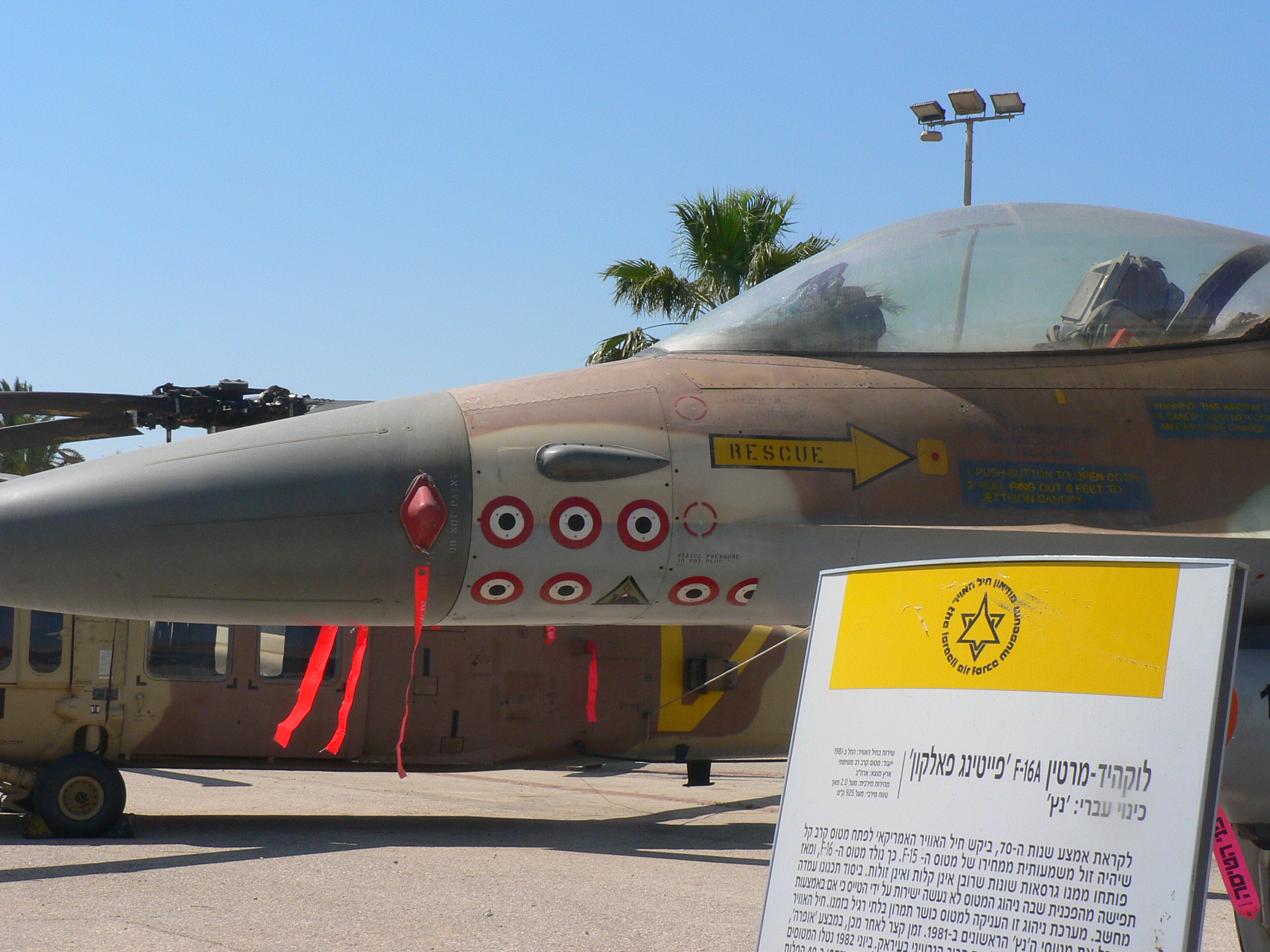
F-16A de la Força Aèria Israeliana amb les marques de 6,5 victòries aèries i la marca de l'atac al reactor nuclear Osiraq.

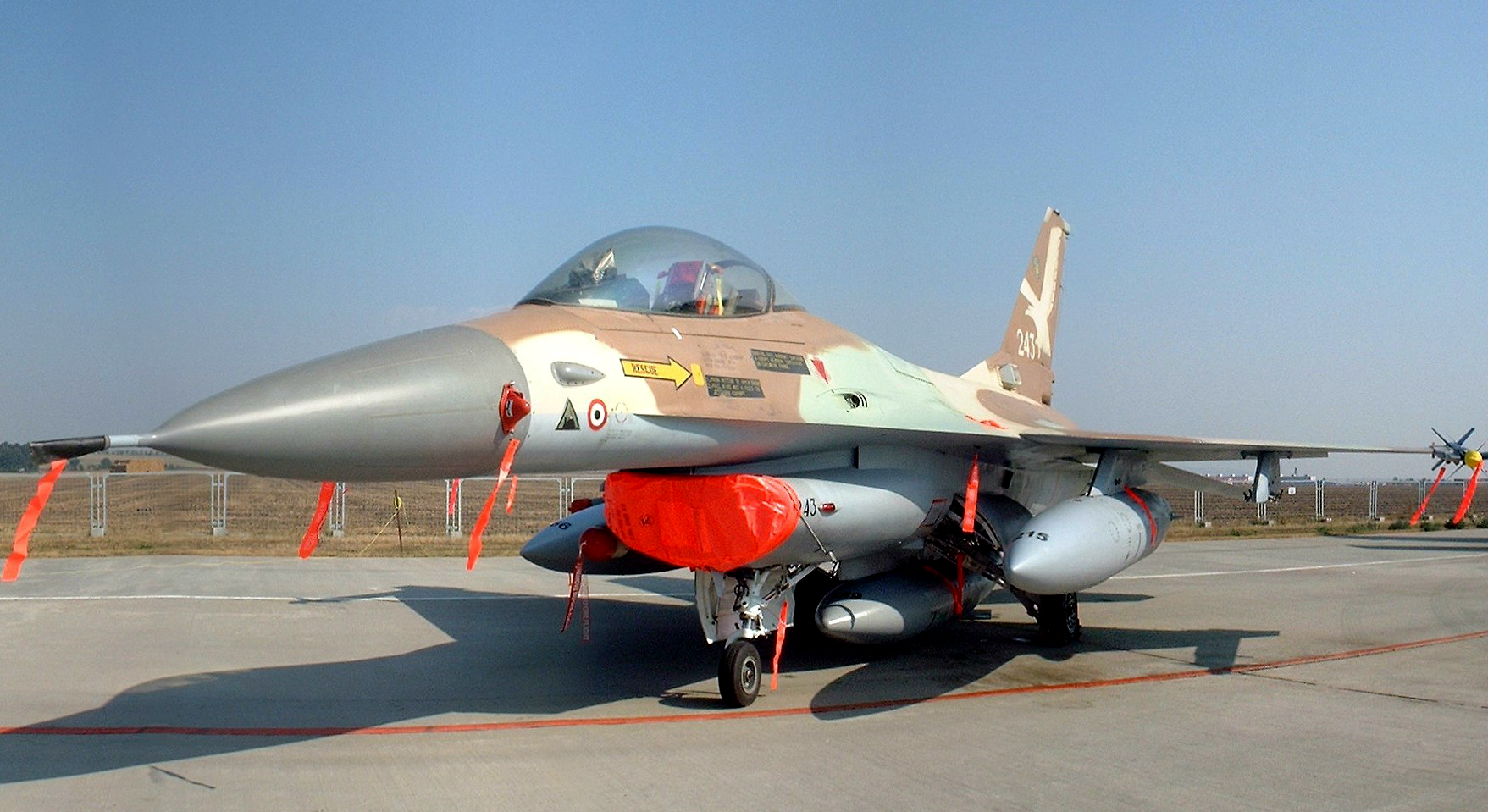
F-16A Netz israeliana. El Nº 243, va ser l'aeronau que va pilotar el Coronel Ilan Ramon durant l'Operació Opera.

La primera victòria en combat aeri d'un F-16 va ser aconseguida per la Força Aèria Israeliana en el vall del Bekaa el 28 d'abril de 1981 en abatre un helicòpter El meu-8 sirià, el qual va ser abatut amb una ràfega de tirs de canó després d'un intent fallit amb un míssil aire-aire AIM-9 Sidewinder. Un any més tard, el 9 de juny de 1982, durant l'inici de la Guerra del Líban de 1982, la Força Aèria Israeliana va aconseguir la primera victòria d'un F-16 sobre una altra aeronau de combat, un MiG-21 sirià.
El 7 de juny de 1981, vuit F-16 israelianes, escortats per F-15, van participar en l'Operació Opera, el primer desplegament del Fighting Falcon en una operació d'atac a terra de magnitud. Aquesta incursió va danyar severament Osiraq, un reactor nuclear iraquià en construcció, en la rodalia de Bagdad. Aquesta missió tenia com a objectiu prevenir que el règim de Saddam Hussein utilitzés el reactor nuclear per a la fabricació d'armes nuclears.
Operació Pau per Galilea (1982):
A l'any següent, en el transcurs de l'Operació Pau per Galilea (durant la Guerra del Líban de 1982) els F-16 israelianes es van enfrontar a les aeronaus de combat sirianes en una de les més llargues batalles aèries entre avions de combat a reacció, que va començar el 9 de juny i va durar un total de 2 dies. Al final del conflicte, la Força Aèria Israeliana va informar haver aconseguit 44 victòries aèries, la majoria sobre avions MiG-21 i MiG-23, i va afirmar que en el seu bàndol no havien sofert cap baixa. Els F-16 també van ser utilitzats en missions d'atac a terra contra objectius situats en territori del Líban.
Incidents durant la Guerra Afgano-Soviètica (1986-1988):
Durant la Guerra Afgano-Soviètica, els F-16 de la Força Aèria Pakistanesa van derrocar al voltant de deu aeronaus afganeses i soviètiques d'atac a terra i de transport, que van violar l'espai aeri pakistanès entre maig de 1986 i desembre de 1988.
No obstant això, Afganistan va afirmar haver abatut un F-16A pakistanesa durant un enfrontament el 29 d'abril de 1987. Les autoritats pakistaneses van admetre haver perdut un caça per foc enemic, però van suggerir que no es tractava d'un F-16 sinó d'un Shenyang J-6, i van insistir que va ser atacat en territori pakistanès. Posteriorment, oficials pakistanesos van confirmar que la pèrdua era un F-16, i que va ser abatut durant un combat aeri pel foc amic, quan aeronaus enemigues sobrevolaven l'espai aeri pakistanès. D'acord amb la versió oficial, el F-16 que volava el tinent Shahid Sikandar Khan va ser aconseguit per un míssil AIM-9, disparat pel cap d'esquadró Amjad Javed des d'un altre F-16.

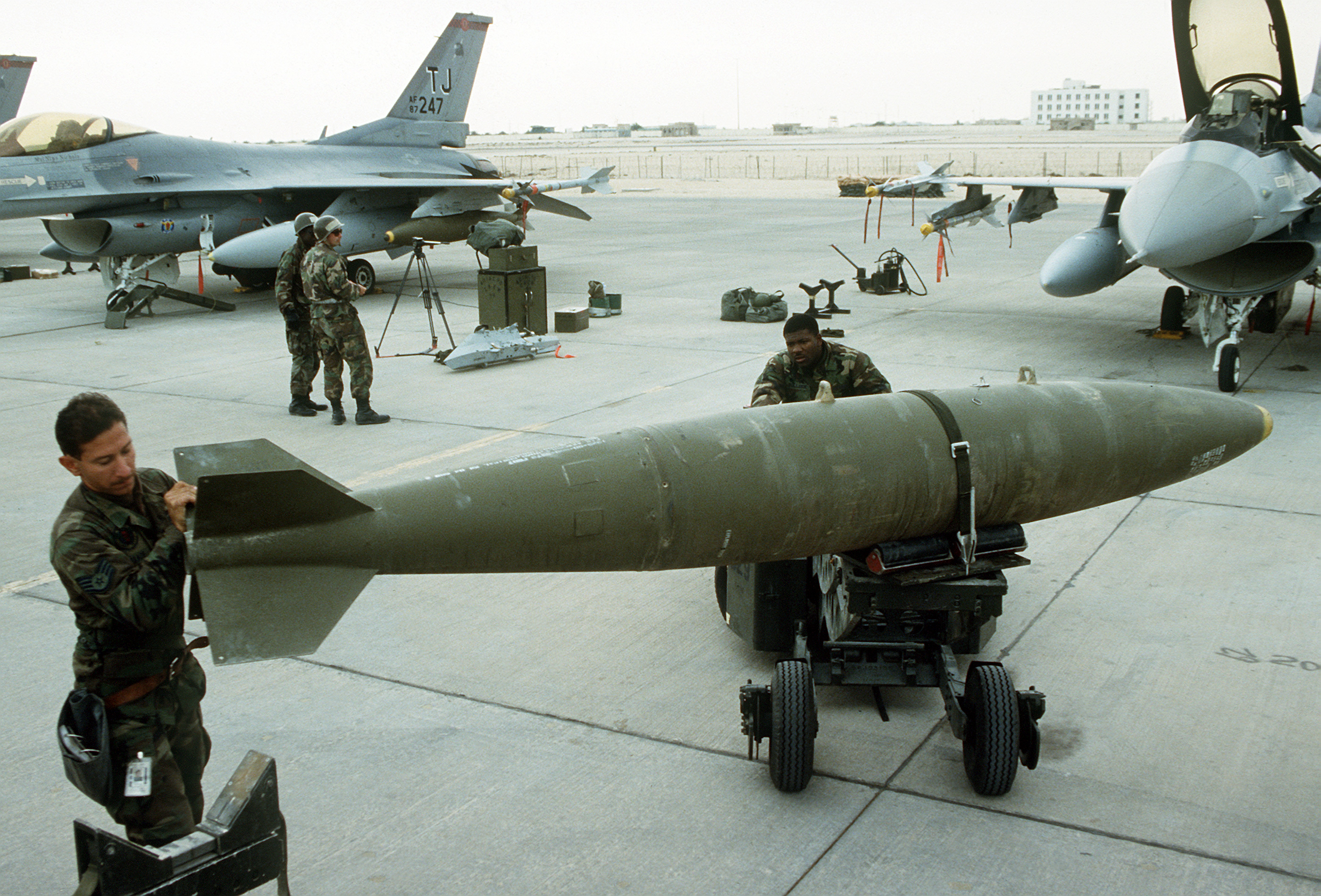
Dos F-16 en rearmament durant l'operació Tempesta del Desert.

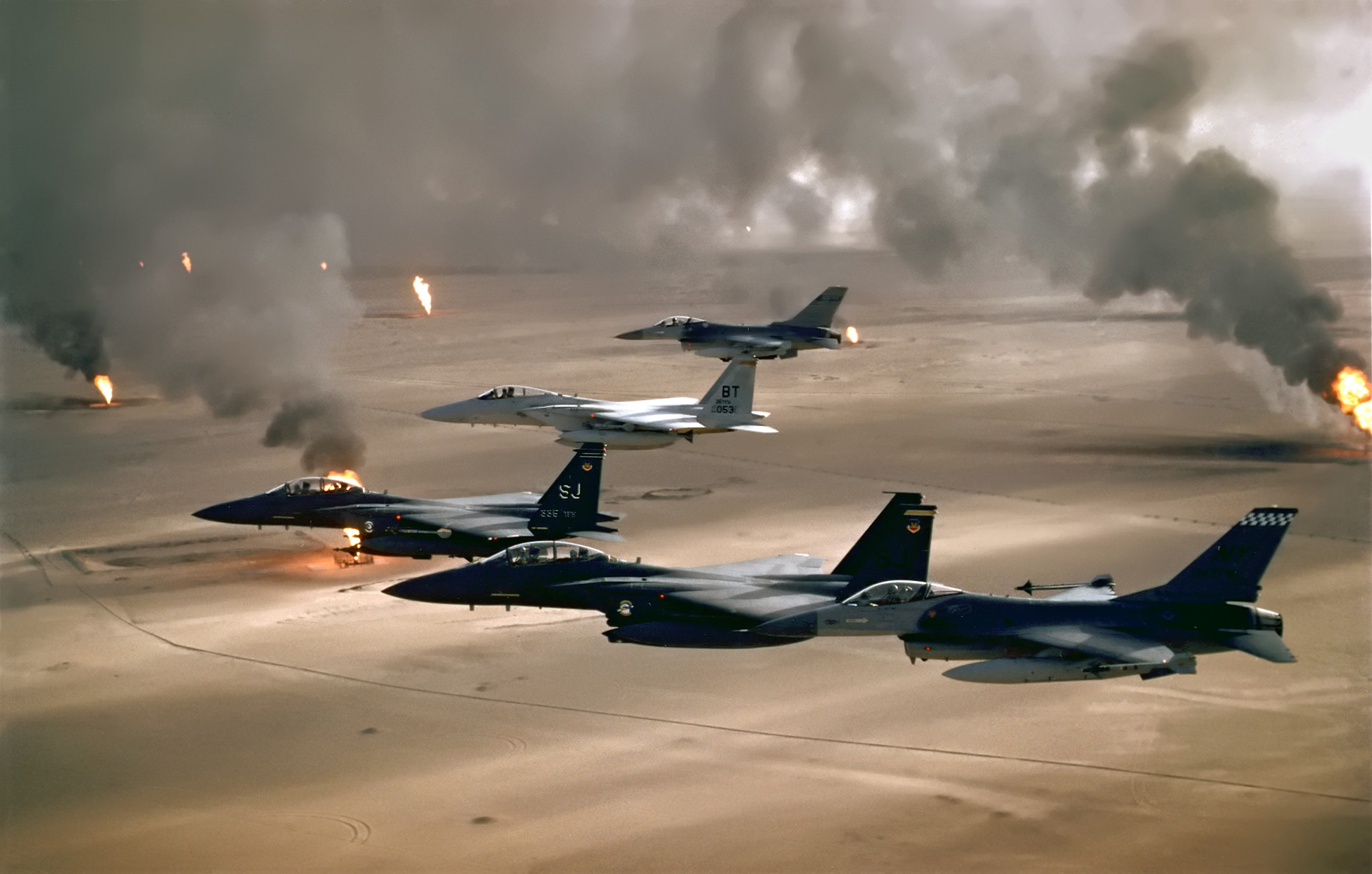
Caces F-16, juntament amb F-15C i F-15I durant l'Operació Tempesta del Desert.

Operació Tempesta del Desert (1991):
En l'Operació Tempesta del Desert de 1991, 249 avions F-16 de la USAF van realitzar un total de 13.340 sortides contra objectius iraquians; més que cap altra aeronau de la coalició internacional. Van sofrir tres pèrdues en combat, dues de les quals van ser provocades per míssils antiaeris, i una per artilleria antiaèria. Altres F-16 van sofrir danys en accidents o per foc enemic, però van poder tornar a base i ser reparats.
Operacions d'entreguerres en territori iraquià (1991-2003):
Des de la finalització de l'Operació Tempesta del Desert fins a la Invasió de l'Iraq en 2003, els F-16 de la USAF van patrullar les zones de restricció aèria de l'Iraq. Durant l'Operació Southern Watch es van aconseguir dues victòries aèries per part d'avions F-16: el 27 de desembre de 1992, en una zona d'espai aeri restringit per Nacions Unides al sud de l'Iraq, un F-16D va derrocar a un MiG-25 iraquià amb un míssil AIM-120 AMRAAM. Aquesta va ser la primera victòria aèria de la USAF amb un F-16 des que el F-16 va entrar en l'inventari de la força aèria. A més, també va ser el primer enderrocament obtingut per un míssil AMRAAM. El 17 de gener de 1993, un F-16C de la USAF va derrocar un MiG-23 iraquià, també mitjançant un míssil AMRAAM, sent aquesta la segona victòria per a un F-16 de la USAF.
Els F-16 van tornar a l'Iraq al desembre de 1998, com a part de l'Operació Guineu del Desert: una campanya de bombardejos amb l'objectiu de reduir la capacitat de producció d'armes de destrucció massiva de l'Iraq.
Cop d'estat a Veneçuela (1992):
El 27 de novembre de 1992, dues F-16 de la Força Aèria Veneçolana van prendre part en el segon cop d'estat a Veneçuela en 1992, defensant el govern de Carlos Andrés Pérez. En concret, els dos F-16A van atacar les posicions en terra dels revoltats, derrocant a més amb trets de canó un OV-10 Bronco i un AT-27 Tucano, avions que havien estat capturats pel bàndol rebel i que estaven atacant posicions del costat governamental.
Els Balcans (1994-1995 i 1999):

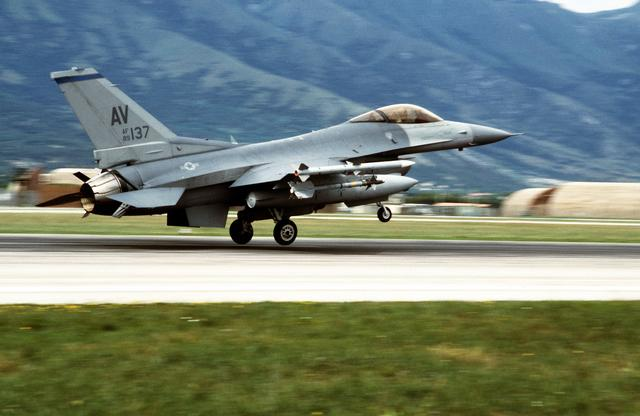
Un F-16C de la USAF retornant d'una missió a la Base Aèria d'Aviano, en Itàlia, durant les operacions de l'OTAN en contra objectius serbis i montenegrins.

Els F-16 van ser desplegats per la força multinacional de l'OTAN durant les operacions de manteniment de la pau en Bòsnia entre 1994 i 1995, en missions d'atac a terra i en el control de l'espai aeri durant l'Operació Deny Flight. El 28 de febrer de 1994, 4 J-21 Jastreb, 2 IJ-21 Jastreb i 2 J-22 Orao de la Força Aèria de Iugoslàvia van violar la zona de vol restringit, per dur a terme un bombardeig sobre territori bosnià. Els pilots dels 2 J-22 Orao van localitzar els F-16 sobre ells, i després del seu atac, van abandonar la zona volant a baixa altitud en adreça cap a Croàcia, cap on els jets de l'OTAN no els podien seguir. Un dels J-22 es va acabar estavellant per falta de combustible. Mentrestant, la resta del grup va ser interceptat i atacat per dues F-16C de la USAF, que van aconseguir tres victòries. El J-21 que restava va ser abatut per una parella diferent de F-16C. Dels sis jets iugoslaus, quatre van ser abatuts: un per un míssil AIM-120 AMRAAM, i tres per míssils AIM-9 Sidewinder.
El 2 de juny de 1995, un F-16C va ser abatut per un míssil terra-aire 2K12 Kub (designació OTAN: SA-6 'Gainful') durant una patrulla aèria sobre l'espai aeri bosnià. El pilot, el capità Scott O'Grady, es va ejectar i posteriorment va ser rescatat per un helicòpter CH-53 Sigui Stallion del Cos de Marines el 8 de juny.

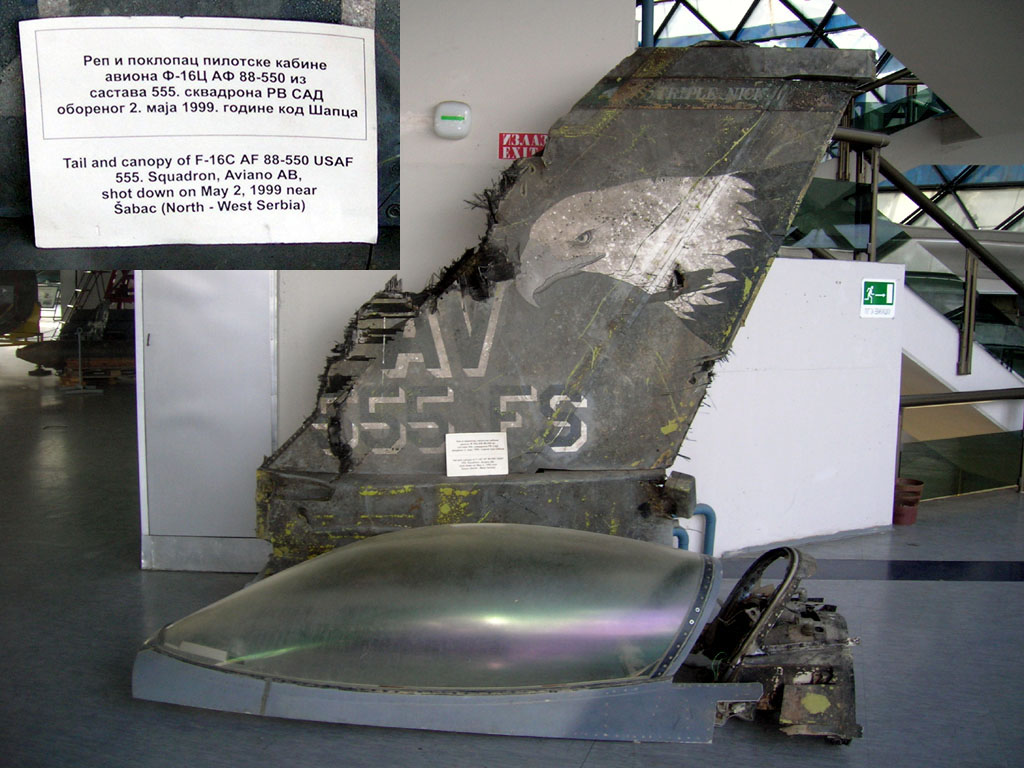
Restes del F-16CG abatut en 1999 que estan exposats en el Museu d'Aviació de Belgrad, Sèrbia.

Avions F-16 de l'OTAN també van participar en atacs aeris contra les forces sèrbies en Bòsnia i Hercegovina durant l'Operació Força Deliberada entre agost i setembre de 1995, i de nou en l'Operació Allied Force sobre la República Federal de Iugoslàvia, entre març i juny de 1999. Durant la Allied Force, els F-16 van aconseguir una o dues victòries aèries: una per part d'un F-16AM de la Reial Força Aèria dels Països Baixos, que va derrocar un MiG-29 iugoslau amb un míssil AMRAAM, i possiblement una altra d'un F-16C de la USAF, que va disparar dues AMRAAM contra un altre MiG-29 iugoslau. No obstant això, en l'últim cas, els serbis van afirmar haver trobat posteriorment fragments d'un míssil antiaeri portàtil 9K32M Strela-2M (designació OTAN: SA-7b Grail) entre les restes d'aquest MiG-29, suggerint que va ser equivocadament abatut per la infanteria sèrbia.
El 2 de maig de 1999 es va perdre un F-16CG del 555è Esquadró de la USAF a Sèrbia. Va ser abatut per un SAM S-125 Pechora (designació OTAN: SA-3 Goa) prop de Nakucani. El pilot va aconseguir ejectarse a temps i més tard va ser rescatat per una missió de recerca i rescat de combat (CSAR). Les restes d'aquesta aeronau estan exposats en el Museu d'Aviació de Belgrad, situat en l'Aeroport Internacional de Belgrad.
Incidents sobre el Mar Egeu (1996 i 2006):
El 10 d'octubre de 1996, durant un combat aeri dins de l'espai aeri en disputa sobre el mar Egeu, un Mirage 2000 de la Força Aèria Grega va disparar accidentalment un míssil aire-aire R550 Magic que va derrocar un F-16D de la Força Aèria Turca. El Govern Turc va al·legar que el F-16D es trobava en una missió d'entrenament en espai aeri internacional al nord de l'illa grega de Samos, propera al territori turc. El pilot turc va morir, mentre que el copilot va aconseguir ejectar de la cabina i ser rescatat per l'Exèrcit Grec. Encara que el Govern Turc va admetre la pèrdua de l'avió, el Govern Grec va negar oficialment que ocorregués l'enderrocament.
El 23 de maig de 2006, dues F-16 Bloc 52+ grecs van desenganxar per interceptar un RF-4 Phantom II de reconeixement fotogràfic i les seves dues F-16 d'escorta, prop de l'illa de Karpathos. Es va lliurar un combat aeri entre els F-16, que va posar fi a una col·lisió en l'aire entre un F-16 turc i un F-16 grec. El pilot turc va aconseguir ejectarse i posar-se fora de perill després del xoc, mentre que el pilot grec va morir a causa que la cabina va quedar destrossada amb la col·lisió.
Guerra de Kargil (1999):
En 1999, durant la Guerra de Kargil, els MiG-29 de la Força Aèria Índia van donar escorta als Mirage 2000 en el llançament de bombes guiades per làser sobre objectius enemics. Els MiG-29 de la Força Aèria Índia estaven armats amb míssils aire-aire BVR Vímpel R-77 (OTAN: AA-12 'Adder'), capaços d'aconseguir a major distància als F-16 de la Força Aèria Pakistanesa. A causa que els F-16 pakistaneses no disposaven de míssils BVR en aquella època, aquests estaven forçats a evitar el combat aeri. Com a resultat, la Força Aèria Pakistanesa es va limitar a realitzar patrulles aèries per defensar l'espai aeri pakistanès. D'aquesta manera, la Força Aèria Índia va poder atacar les posicionis pakistanesos a l'Índia, sense l'amenaça dels interceptors enemics.
Operacions a l'Afganistan:

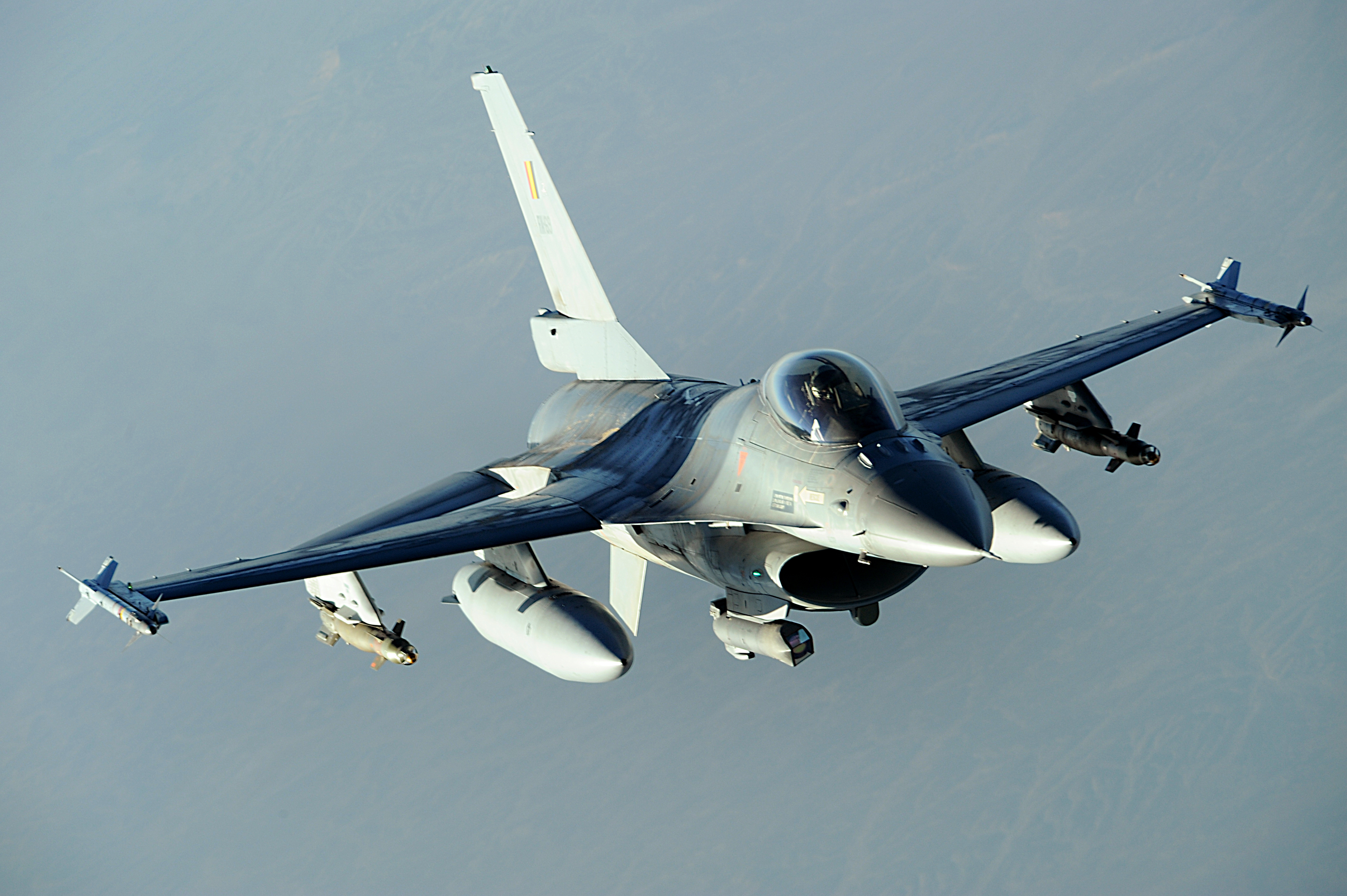
Un F-16 del Component Aeri Belga sobri Afganistan, desembre de 2008.

Els F-16 han estat usats pels Estats Units en Afganistan des de l'any 2001. En 2002, un destacament de tres nacions europees conegut com la European Participating Air Forces (Forces Aèries Participatives Europees), format per la Reial Força Aèria Danesa, la Reial Força Aèria Holandesa i la Reial Força Aèria Noruega, van desplegar 18 avions F-16 des de la Base Aèria de Rages en Kirguizstan per recolzar l'Operació Lliberteu Duradora a l'Afganistan.
Des d'abril de l'any 2005, vuit F-16 de la Reial Força Aèria Holandesa al costat de quatre F-16 de la Reial Força Aèria Noruega que es van unir al febrer de 2006, han estat recolzant a les forces terrestres del sud de l'Afganistan formant part del contingent de la Força Internacional d'Assistència per a la Seguretat (ISAF).
Invasió de l'Iraq i operacions posteriors (2003-actualitat):

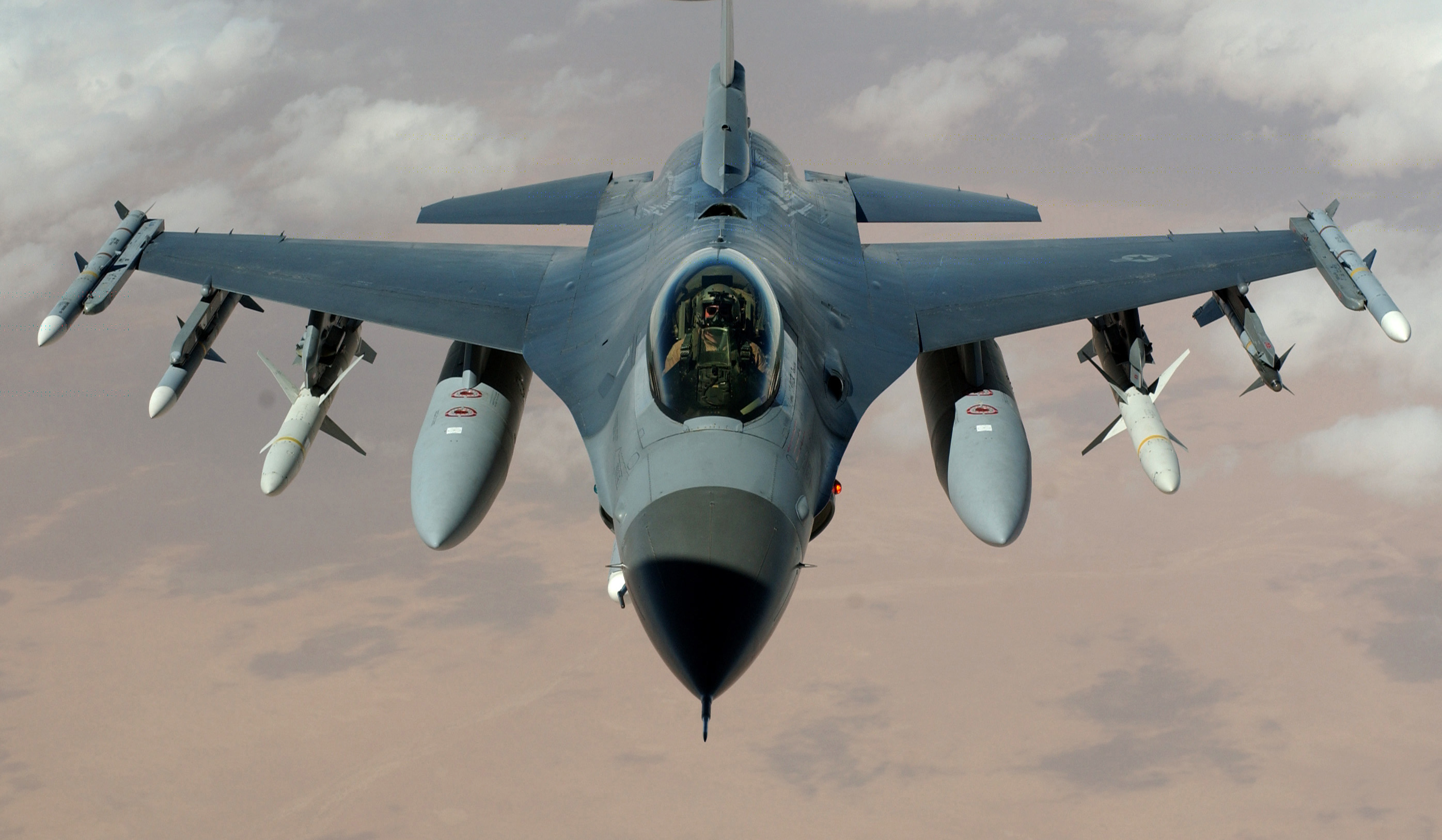
Un F-16 nord-americana sobrevolant l'Iraq, 22 de març de 2003.

Els F-16 de la USAF van participar activament en la Invasió de l'Iraq de 2003. L'única baixa durant el transcurs d'aquest conflicte va ser un F-16CG del 388th Fighter Wing, pertanyent al 421st Fighter Squadron, que va impactar contra el sòl a la rodalia de Bagdad el 12 de juny de 2003 en quedar-se sense querosè.
Un dels incidents en els quals es va veure involucrat un F-16 va ser un atac a un MIM-104 Patriot de l'Exèrcit dels Estats Units el 25 de març de 2003. El radar de control de tir del sistema de defensa antiaèria Patriot va ser danyat després de rebre l'impacte d'un míssil antirradiació AGM-88 HARM disparat des d'un F-16C de la USAF durant una patrulla sobre el sud de l'Iraq, quan el radar de control de tir va adquirir la posició del caça.
El 7 de juny de 2006 dos F-16 de la USAF van llançar dues bombes guiades de 500 lliures (una GBU-12 Paveway II i una GBU-38 guiada per GPS) destruint un cau pertanyent a Al-Qaeda. En l'atac va morir Abu Musab Al-Zarqawi, el líder d'Al-Qaeda a l'Iraq.
Un F-16CG va col·lidir contra el sòl prop de Faluya, el 27 de novembre de 2006, durant un reconeixement a baixa altitud. A pesar que l'avió estava sota el foc enemic, d'acord amb l'informe oficial de la USAF, la causa aparent va ser que l'avió es va dirigir cap al sòl mentre el pilot intentava realitzar una identificació visual d'un objectiu enemic que havia localitzat. El pilot, el major Troy Gilbert, va morir en l'accident.

Altres dues F-16 es van perdre a l'Iraq en sengles accidents amb un mes de diferència; el 15 de juny i el 15 de juliol de 2007.
Segona Guerra del Líban (2006):

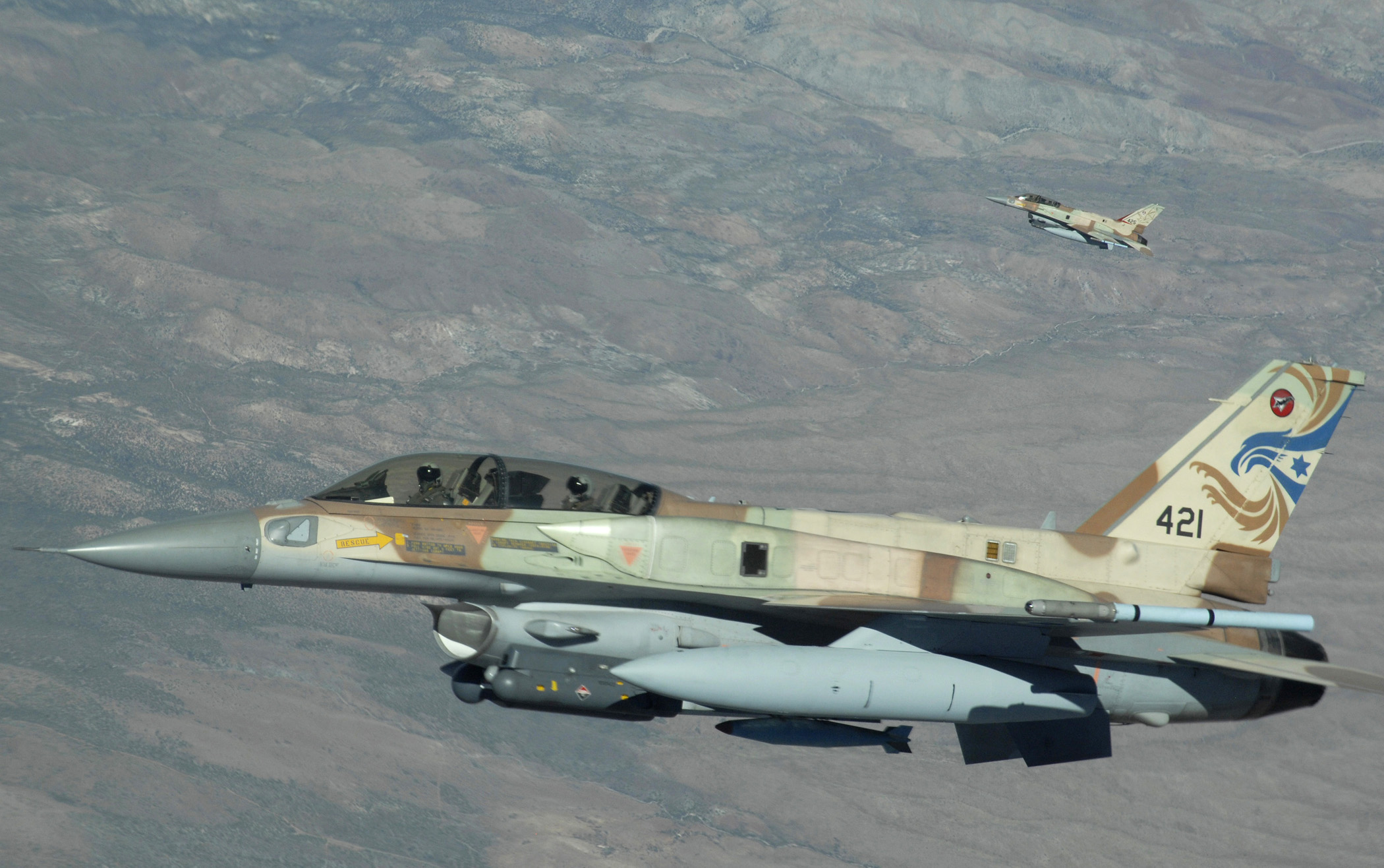
Dues F-16I Sufa de la Força Aèria Israeliana

Els F-16 de la Força Aèria Israeliana van ser la punta de llança de les Forces de Defensa Israelianes, durant la Guerra del Líban de 2006. L'única pèrdua d'un Fighting Falcon va ser un F-16I Sufa que es va estavellar el 19 de juliol, quan una de les seves rodes va rebentar en el moment de l'enlairament des d'una base aèria en el Negev, cap a la seva missió de bombardeig en el Líban. Els pilots s'eyectaron de l'avió de manera segura i no va haver-hi majors danys en terra.
Operació Sol (2007-2008):
Els F-16 de fabricació turca del 181 Esquadró (Pars Tall) equipats amb LANTIRN, van prendre part en el bombardeig d'objectius del Partit dels Treballadors del Kurdistan (PKK) situat al nord de l'Iraq, durant l'Operació Sol, que va començar el 16 de desembre, del 2007.
Conflicte Israel-Gaza (2008-2009):
Els F-16 de la Força Aèria Israeliana van ser usats de manera intensiva per atacar la Franja de Gaza al desembre de 2008. Durant l'operació van perdre la vida molts civils a més de policies, militants i combatents de Hamàs a causa dels bombardejos dels F-16. Els F-16 no van sofrir cap baixa.

## Accidents significatius

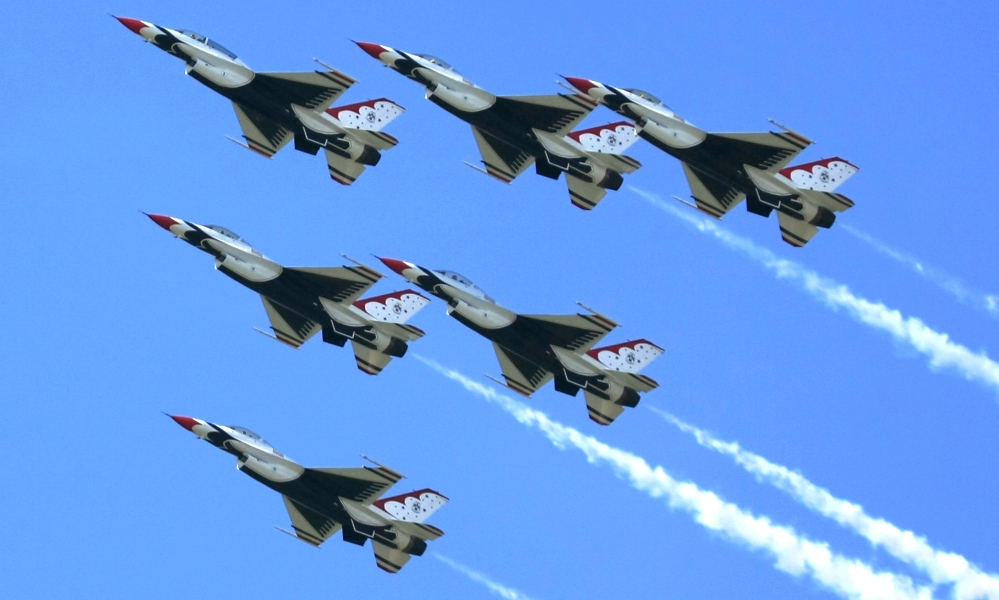
Vol de demostració dels USAF Thunderbirds.

Dels molts accidents que han sofert els F-16 cap destacar els següents:
- El 8 de maig de 1975, mentre estava practicant un maniobra de demostració a 9 G a Fort Worth abans de ser enviat al Paris Air Xou, al segon YF-16 (número 72-1568) se li va embussar una de la rodes principals del tren d'aterratge. El pilot de proves, Neil Anderson, va haver de realitzar un aterratge d'emergència i va triar fer-ho en l'herba, intentant minimitzar el dany i no posar en perill als molts empleats de General Dynamics que estaven observant la demostració. L'avió només va resultar lleugerament danyat. A causa de l'incident, va ser enviat a París en el seu lloc el primer prototip (número 72-1567).[99]

- El 23 de març de 1994, durant un exercici conjunt entre l'Exèrcit i la Força Aèria dels Estats Units dut a terme en la Vaig basar Aèria de Pope, Carolina del Nord, un F-16D (N.º 88-0171) de la 23a Ala de Caces / 74º Esquadró de Caces, va impactar en ple vol contra un avió C-141 de la USAF que transportava paracaigudistes de l'Exèrcit. Aquest accident, conegut des de llavors com el "desastre de Green Ramp", va tenir com a resultat 24 morts i més de 80 ferits.[100]

- El 27 de març de 2000, un biplaça F-16D-30 del 109º Esquadró de la Força Aèria Israeliana de la Base Aèria de Ramat David, es va estavellar amb els seus tripulants durant un vol d'entrenament en el Mar Mediterrani, a 31 km del poble costaner de Atlit, al nord d'Israel. El pilot, el major Yonatan Begin, era un net de l'ex primer ministre israelià Menájem Beguin. Ni ell ni el seu copilot, el tinent Lior Harari, havien notificat cap problema als seus controladors de terra.[101][102]

- El 22 de juny de 2009, un F-16 pertanyent a la 388a Ala de Caces de la Base de la Força Aèria Hill es va estavellar durant una missió d'entrenament rutinària a l'oest de Salt Lake City, Utah. El capità, George Houghton, va morir en l'accident.[103]

## Cultura popular
En els simuladors de vol existeixen una o més variants del F-16, com el simulador de vol de codi obert FlightGear, així com en el sector comercial.

## Especificacions (F-16C Bloc 30)
Dades obtingudes de International Directory of Military Aircraft, AerospaceWeb, GlobalSecurity.org
Característiques generals:
- Tripulació: 1
- Llargària: 14,8 m
- Envergadura: 9,8 m
- Altura: 4,8 m
- Superfície alar: 27,87 m²
- Perfil alar: NACA 64A204
- Pes buit: 8.670 kg
- Pes carregat: 12.000 kg
- Pes màxim a l'enlairament: 19.200 kg
- Planta motriu: 1× turboventilador Pratt & Whitney F100-GE-100

Embranzida normal: 76,3 kN (17.155 lbf) d'embranzida cadascun.
Embranzida amb postcremador: 128,9 kN (28.600 lbf) d'embranzida.
Rendiment:
- Velocitat màxima operativa:

A nivell del mar: Mach 1,2 (1.470 km/h)
En alçada: Mach 2+ (2.414 km/h)
- Radi de combat: 550 km (340 NM) en una missió d'atac amb 6 bombes de 450 kg (1.000 lliures).
- Abast en creuer: 4.220 km (2.280 NM) amb tancs de combustible suplementaris.
- Sostre de servei: 18.000 m (60.000 peus)
- Grimpada: 254 m/s (50.000 peus/min)
- Càrrega alar: 430 kg/m²
- Empenta/pes:

Amb postcremador: 1,095
Simple: 0,65
Aviònica:
- Radar AN/APG-68

Armament:
- Armes de projectils: 1× canó automàtic tipus Gatling M61A1 Vulcan de 20 mm amb 511 projectils.
- 11 punts d'ancoratge amb una capacitat total de 7.700 kg.

2 rails d'extrems alares
6 punts forts subalars
3 punts forts sota el fuselatge
- Pot portar una gran gama d'armament convencional (bombes i coets) i guiat (míssils aire-aire o aire-terra, bombes guiades per làser, etc.). A més pot portar contenidors per amb contramesures (de radar i infraroigs) o il·luminadors/designadors làser per marcar objectius. A fi d'augmentar el seu abast també pot portar fins a 3 tancs de combustible externs.